# Musée Pio-Clementino
Pour les articles homonymes, voir Clementino (homonymie).
Le musée Pio-Clementino fait partie de l'ensemble des Musées du Vatican, à Rome. Situé dans le Petit Palais du Belvédère, il est le plus important complexe des musées du Vatican. Comptant une douzaine de salles, il abrite de riches collections des périodes grecque et romaine, dont certains chefs-d'œuvre de l'art mondial.

## Histoire

### Fondation
Le musée a été fondé par le pape Clément XIV en 1770, à la suite de l'achat des collections Fusconi et Mattei[réf. nécessaire]. Enrichi par son successeur le pape Pie VI jusqu'en 1793, le musée doit son nom (Pio-Clementino) aux deux souverains pontifes.
Dès l'origine, le musée est installé dans l'ancien Petit Palais du Belvédère, construit à la Renaissance par Donatio Bramante et remanié à la fin du XVIIIe siècle par Michelangelo Simonetti, Alessandro Dori et Giuseppe Camporese.
En 1792, Pasquale Massi publie un guide synthétique du musée pour accompagner le parcours des visiteurs. Bilingue, l'ouvrage paraît sous le titre Indicazione antiquaria del Pontificio Museo Pio-Clementino in Vaticano.

### Les saisies napoléoniennes
À la suite des conquêtes de Napoléon et du traité de Tolentino (1797), le musée est vidé de ses principaux chefs-d'œuvre, qui sont envoyés à Paris. Ils ne sont restitués au Vatican qu'après la chute de Napoléon et le Congrès de Vienne (1815).

## Collections et parcours muséographique
Le musée, aujourd'hui réparti en douze salles, dont la Cour octogonale, abrite d'importantes collections des périodes grecque et romaine. Il est réputé pour ses sculptures et ses mosaïques. La collection est particulièrement riche d'oeuvres liées aux rites funéraires (sarcophages, autels, etc.)
Le parcours de visite se déroule aujourd'hui en sens inverse de la numérotation des salles.

### Galerie des Candélabres
La galerie, ouverte en 1788 par le pape Pie VI, présente six sections délimitées par des candélabres géants en marbre.

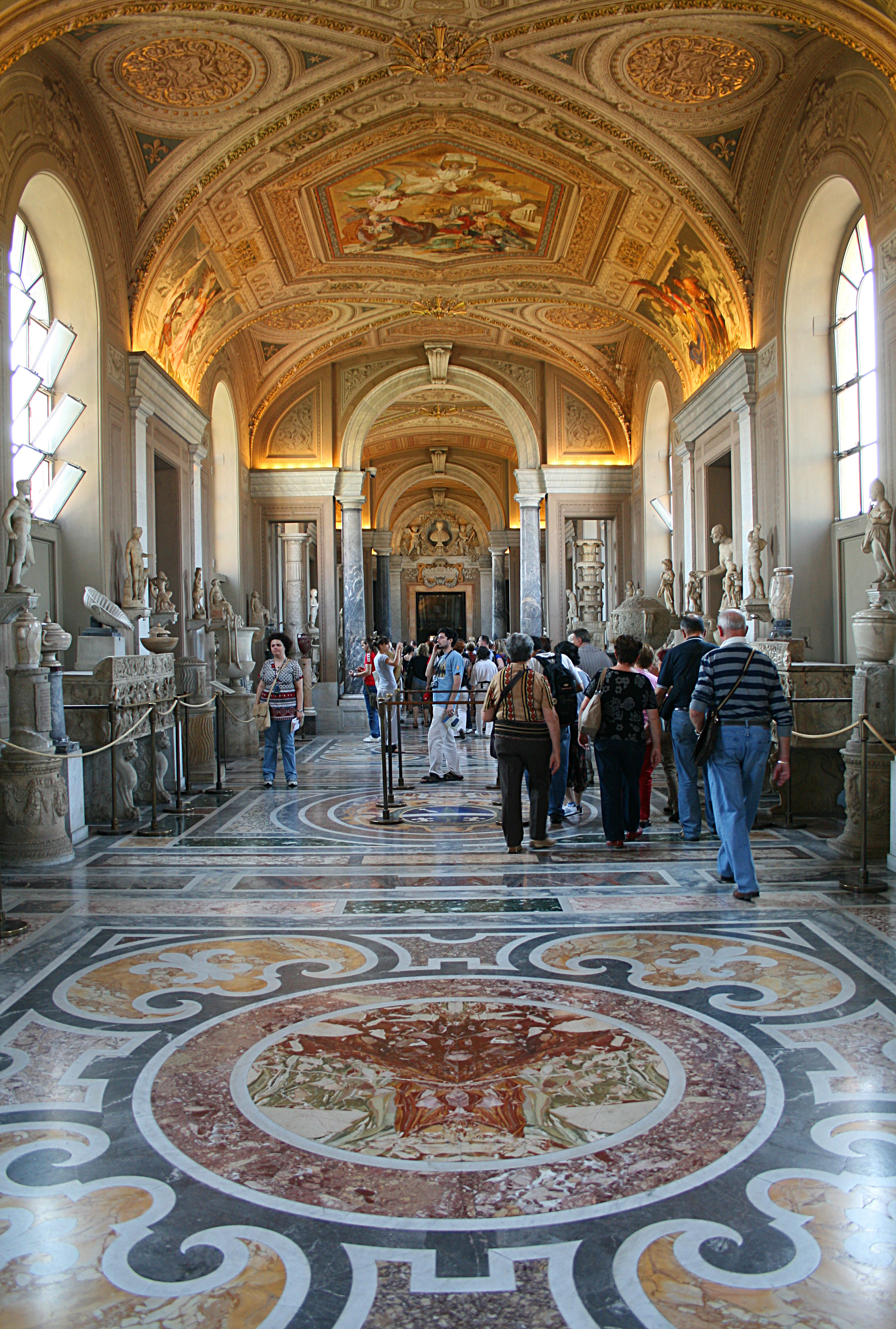
Galerie des Candélabres
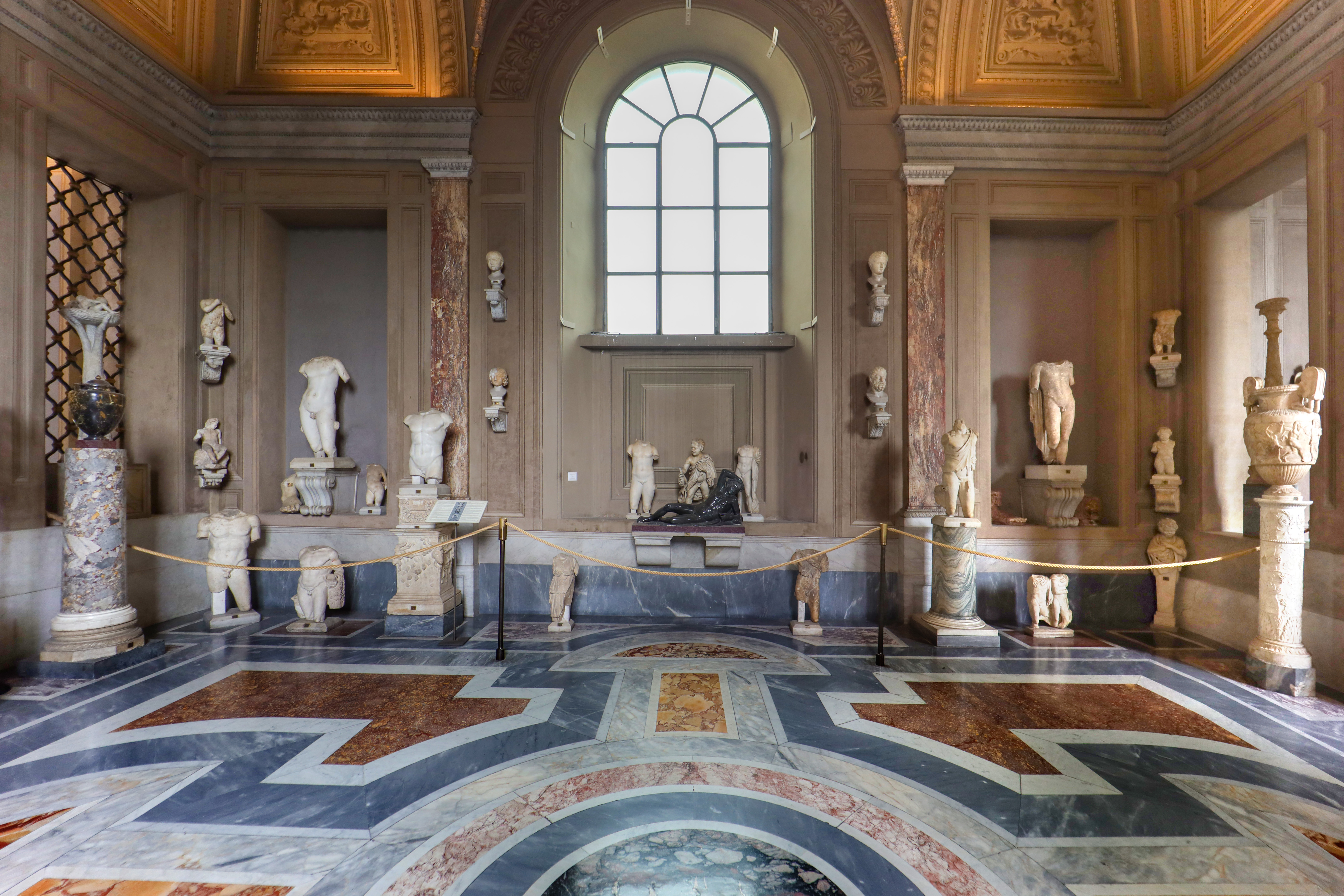
Galerie des Candélabres
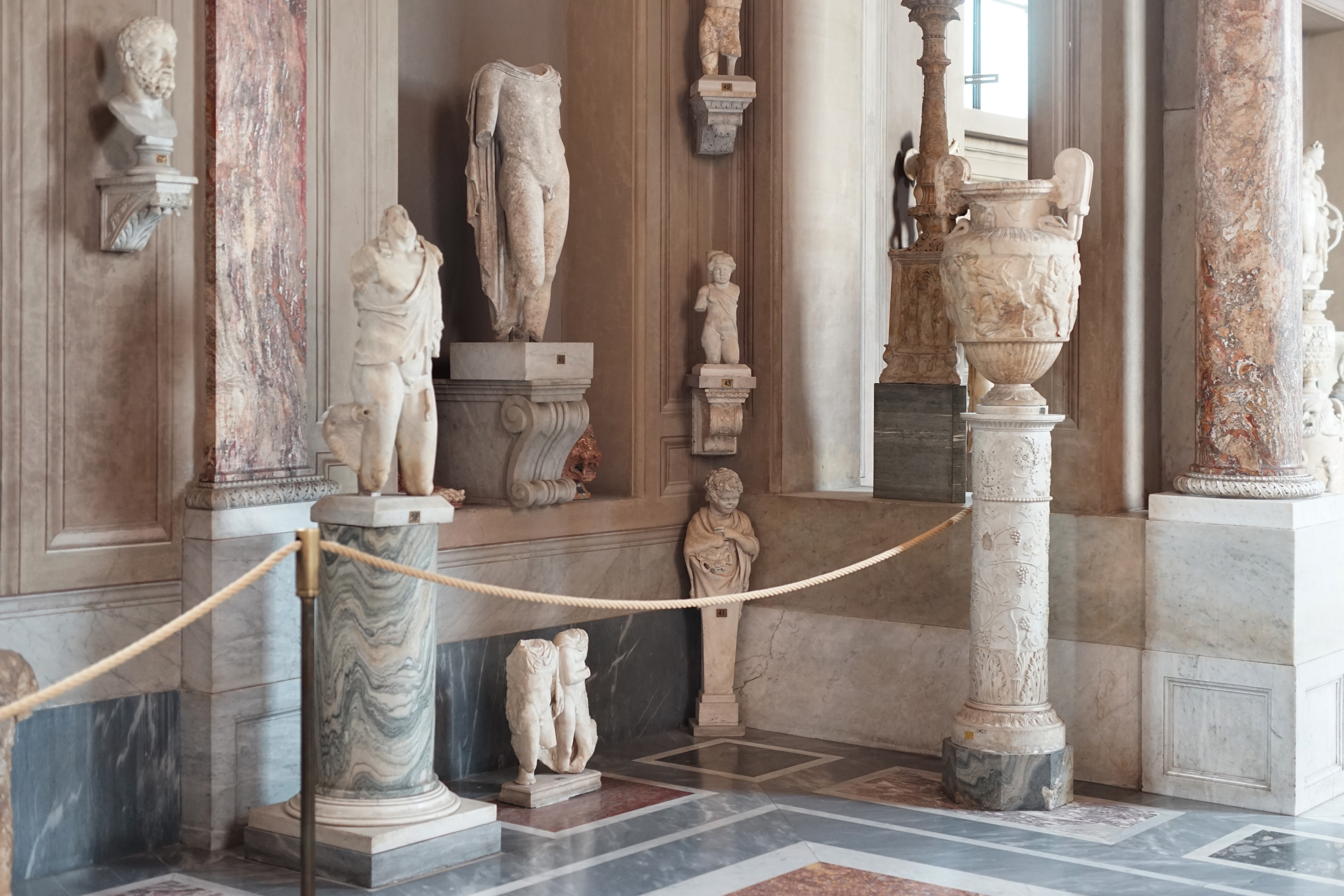
Sculptures romaines, galerie des Candélabres
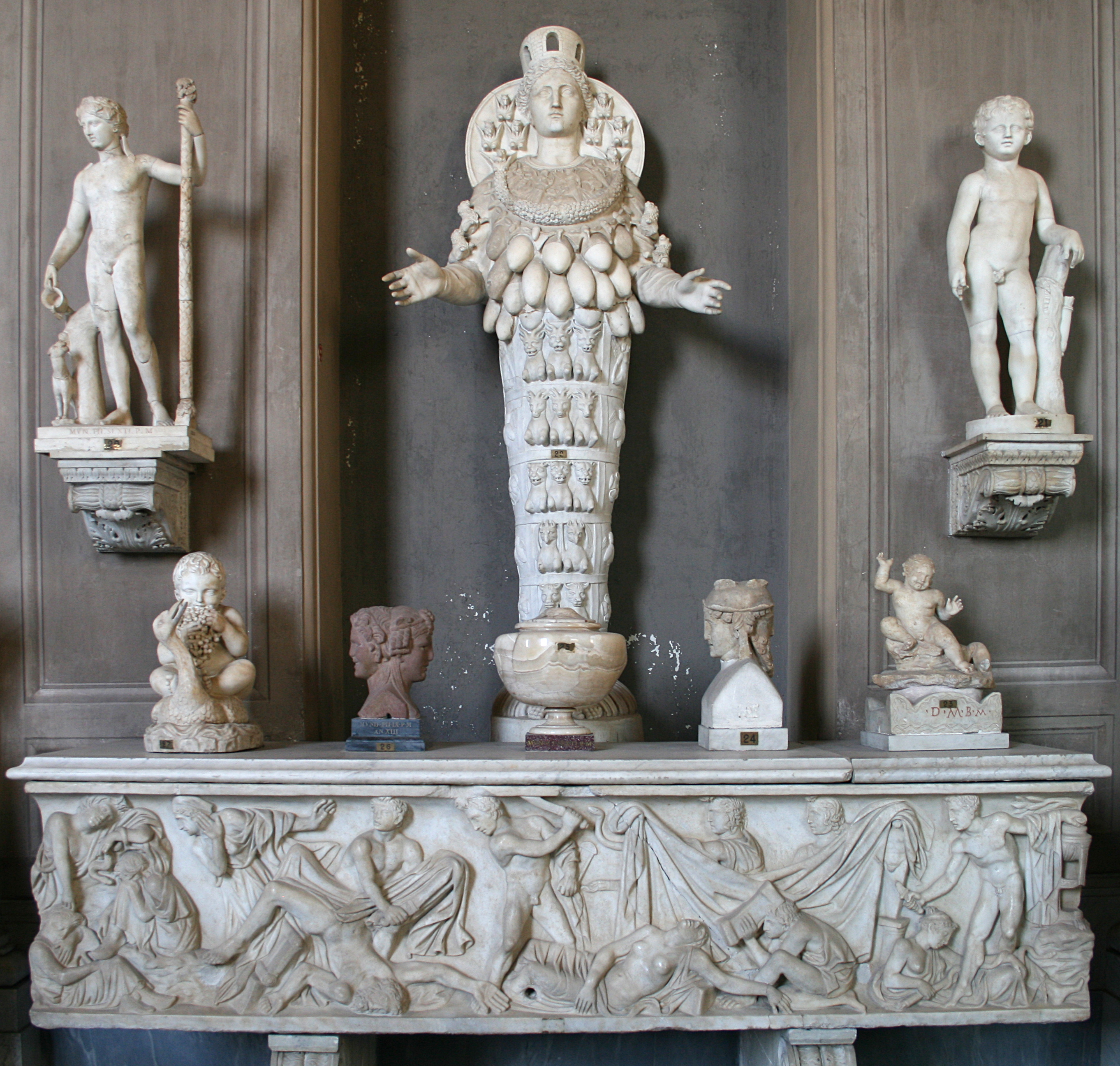
Artémis d'Éphèse
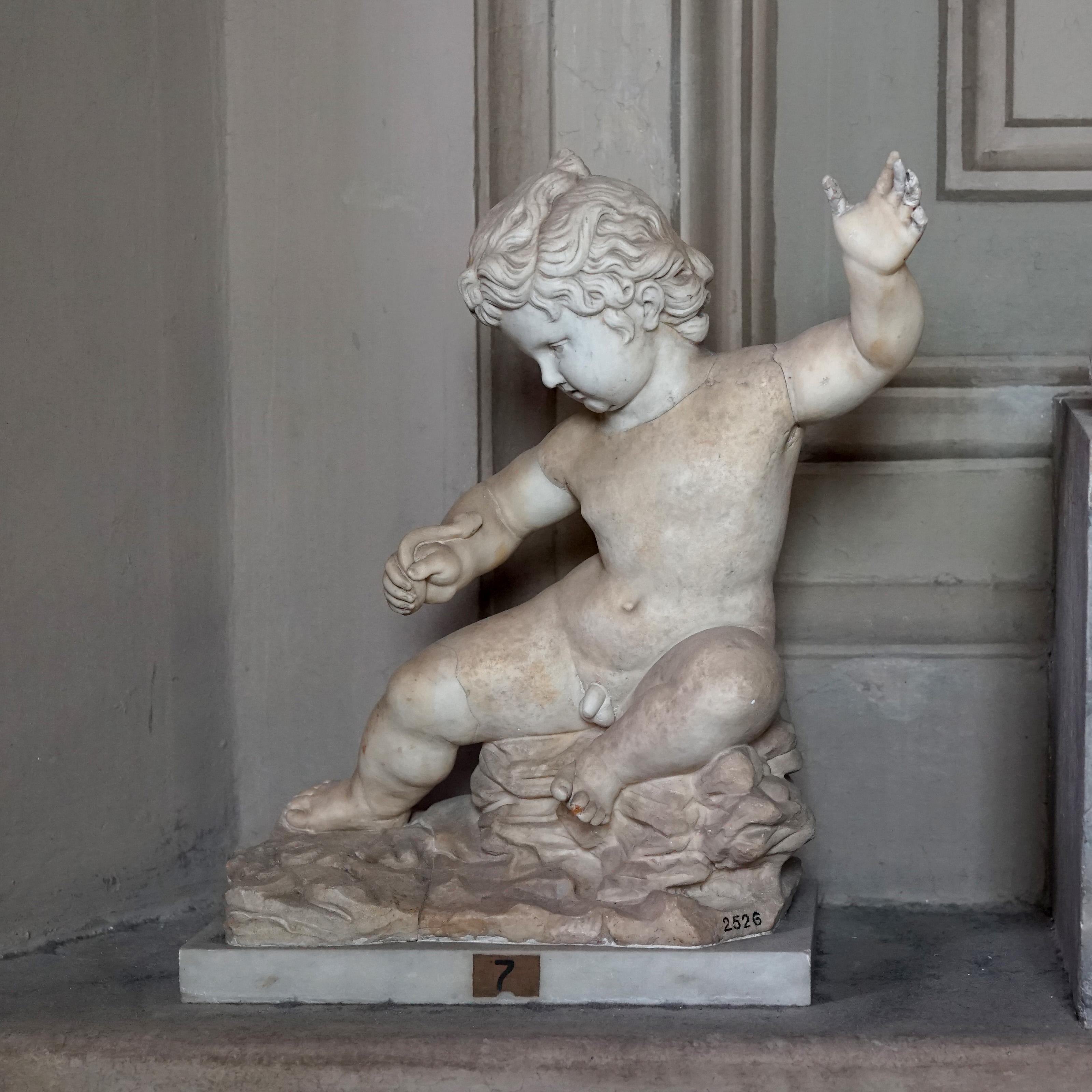
Jeune satyre, dit Hercule enfant au serpent
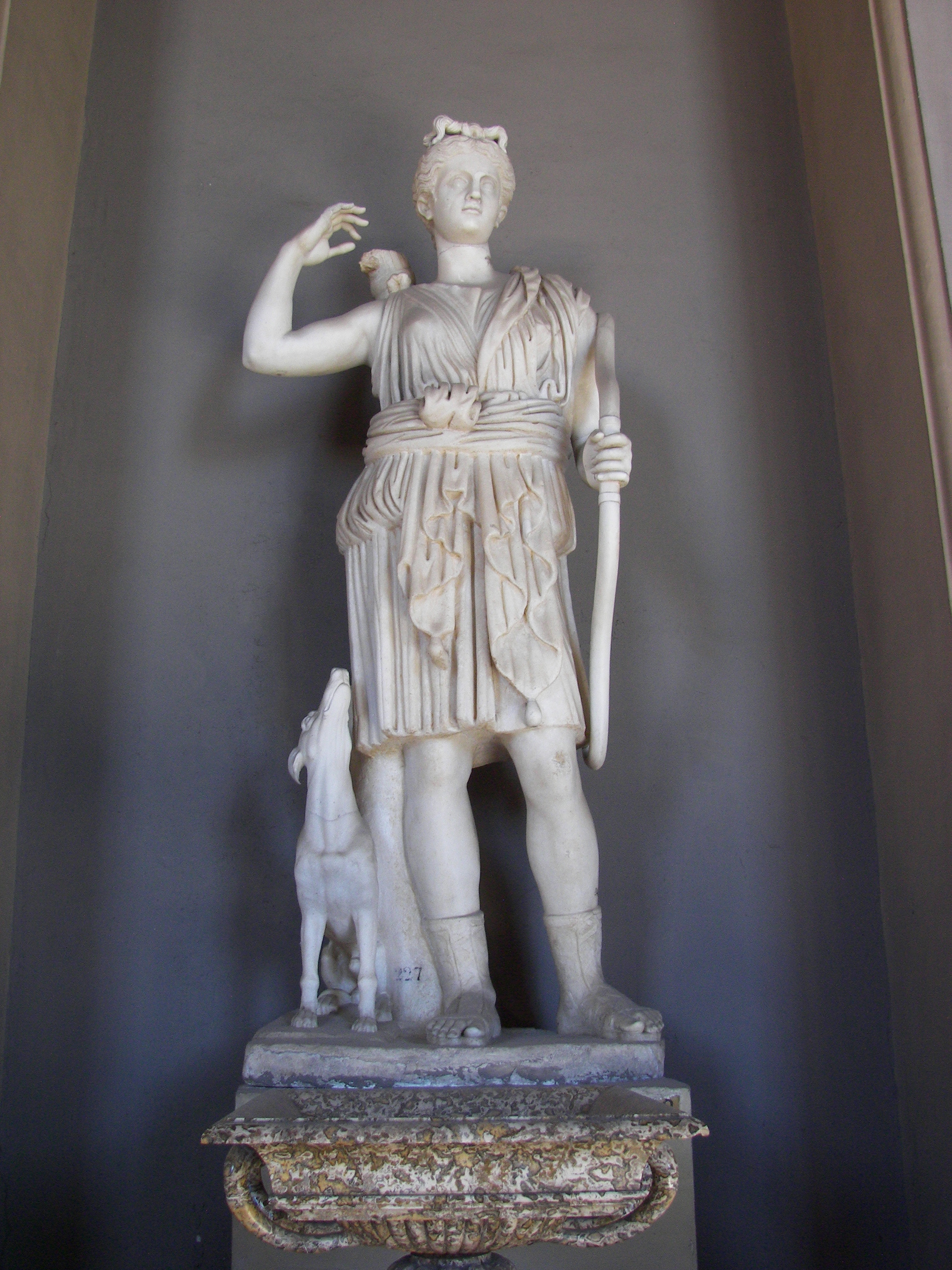
Diane chasseresse. IIe/IIIe s.

### Salle du Bige (Sala della Biga)
Cette salle abrite : 
- Le Bige (char d'apparat à deux chevaux). Assemblage de plusieurs sculptures anciennes (la caisse du char et une partie du cheval de droite) et majoritairement d'ajouts modernes. La caisse au décor végétal est du début du Ier siècle. Le Bige est mentionné dès le début du XVIe siècle, lorsque la caisse du char servait de siège épiscopal dans l'église San Marco. Le cheval de droite, incomplet, faisait partie de la collection de Marcantonio Borghese : il a été complété en 1788 par le sculpteur Francesco Antonio Franzoni, qui créa de sa main le second cheval, celui de gauche, considéré comme un chef-d'œuvre[4].

- Le Discobole, type Lancelotti. Le corps est une copie romaine du IIe siècle, d'après un original grec de Myron du Ve siècle av. J.-C. La tête est un ajout du XVIIIe siècle. Trouvé en 1791 à Tivoli, dans la zone de la Villa Hadriana.

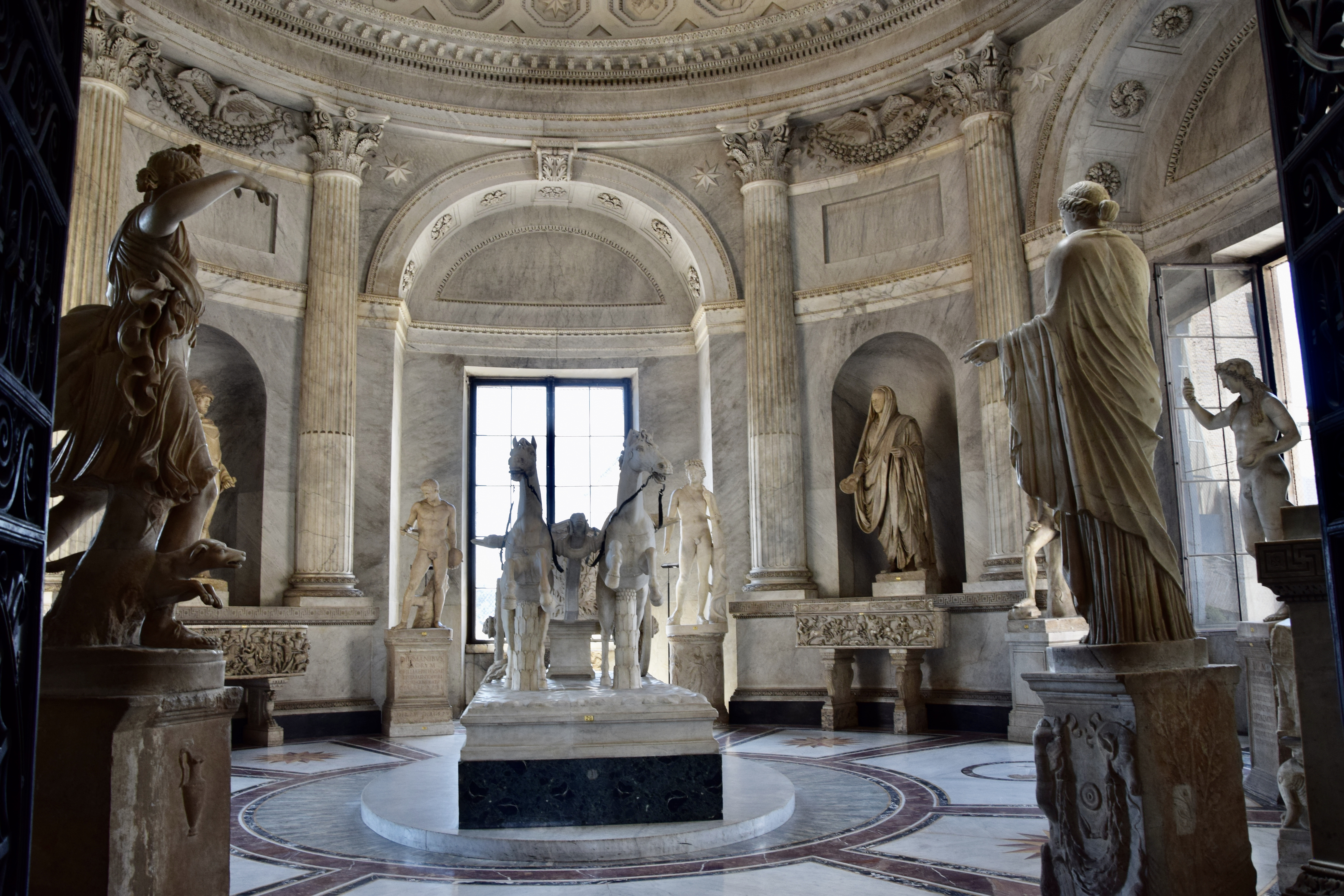
Salle du Bige
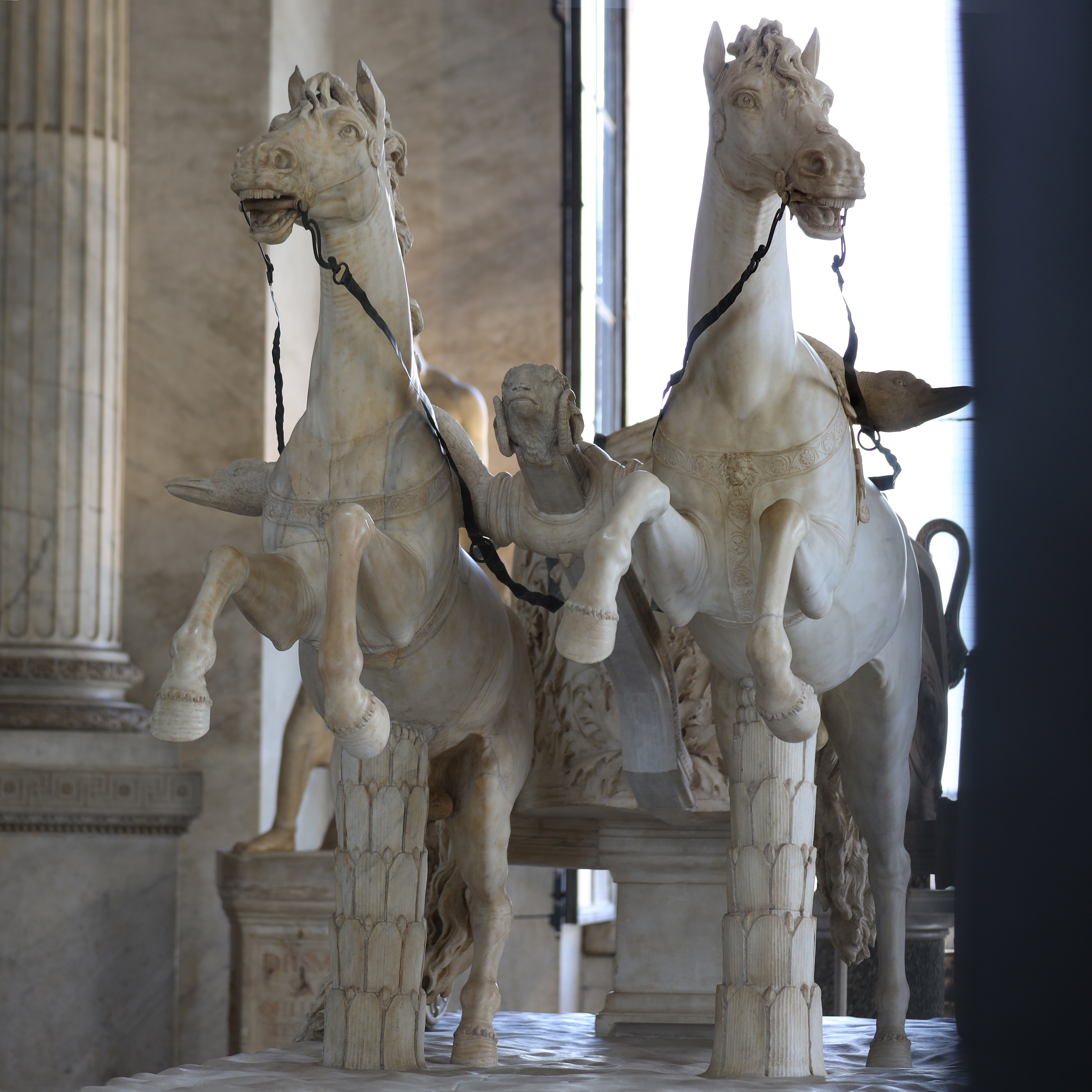
Le Bige, char romain à deux chevaux.
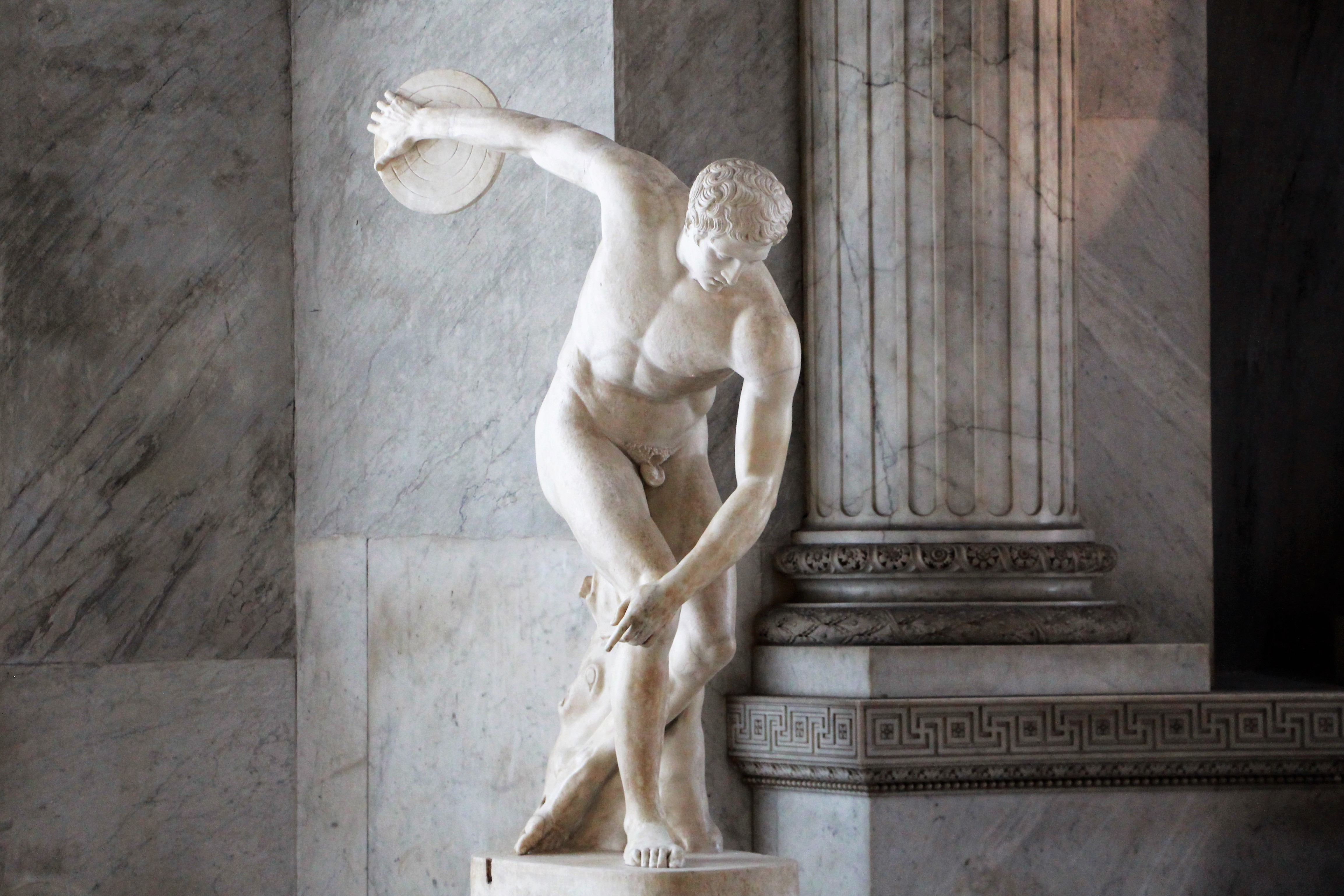
Le Discobole, type Lancelotti, d'après Myron.

### XII - Vestibule carré
Le vestibule carré abrite : 
- Sarcophage en pépérin de Lucius Cornelius Scipio Barbatus, ca. -270. Trouvé dans le tombeau des Scipions sur la voie Appienne, pour la première fois en 1614-16, et de nouveau vers 1782. Il porte une inscription sur le couvercle et une autre en latin archaïque gravée sur la cuve. L'inscription sur la cuve se lit : CORNELIVS · LVCIVS · SCIPIO · BARBATVS · GNAIVOD PATRE PROGNATVS FORTIS VIR SAPIENSQVE QVOIVS FORMA VIRTVTEI PARISVMA FVIT — CONSOL CENSOR AIDILIS QVEI FVIT APVD VOS — TAVRASIA CISAVNA SAMNIO CEPIT — SVBIGIT OMNE LOVCANA OPSIDESQVE ABDOVCIT Traduction : « Cornelius Lucius Scipio Barbatus, descendant de Gnaeus son père, homme courageux et cultivé, dont la beauté n'eut d'égal que le courage, qui fut consul, censeur, édile auprès de vous ; il conquit Taurasia, Cisauna, le Samnium, soumit toute la Lucanie et emmena des otages. Dans la présentation du musée (2022), la façade du sarcophage et la plaque du couvercle de Lucius Cornelius Scipio Barbatus et de son fils sont apposées au-dessus du sarcophage.

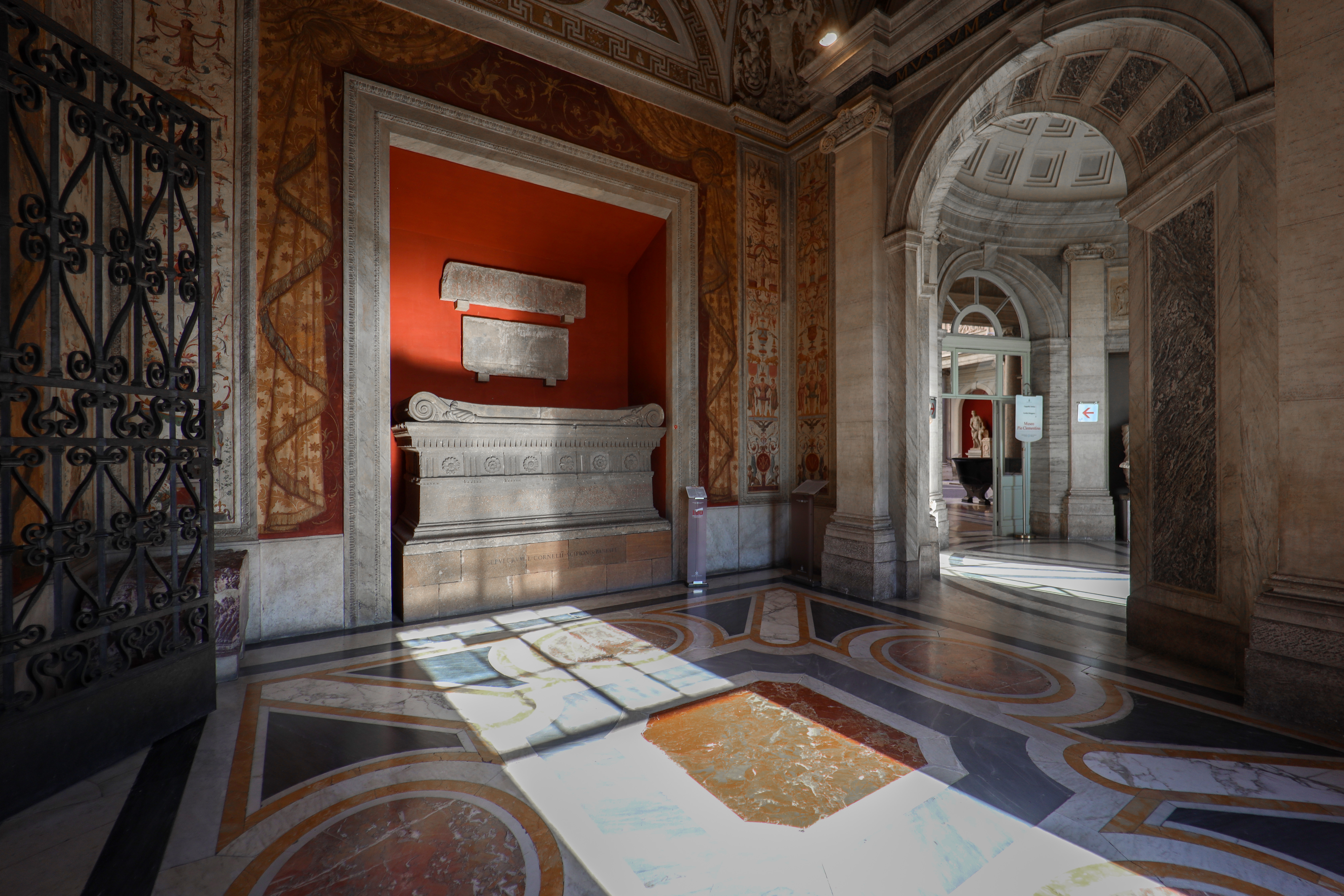
Vestibule carré : sarcophage et inscriptions des Scipions.
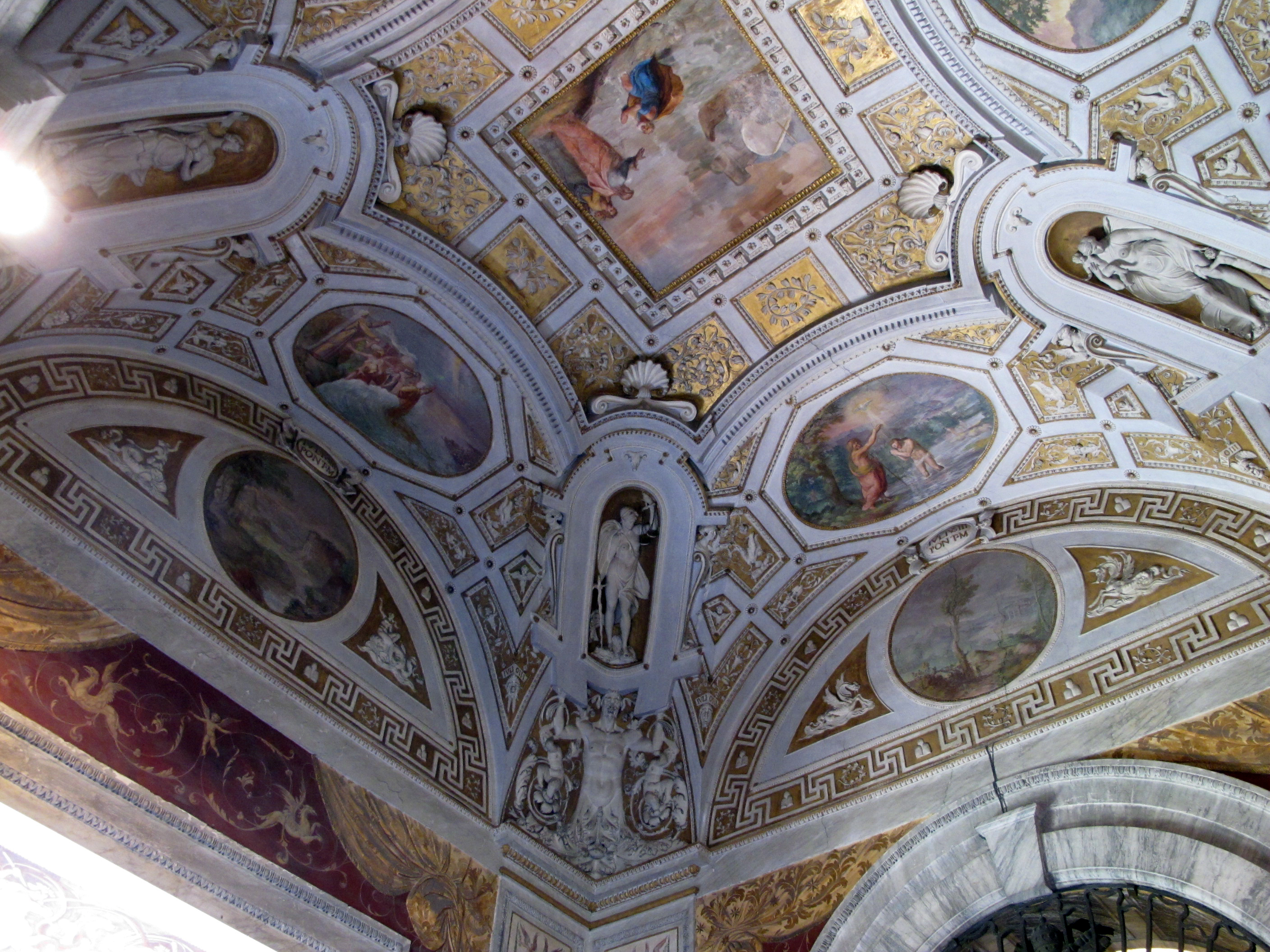
Plafond du Vestibule carré
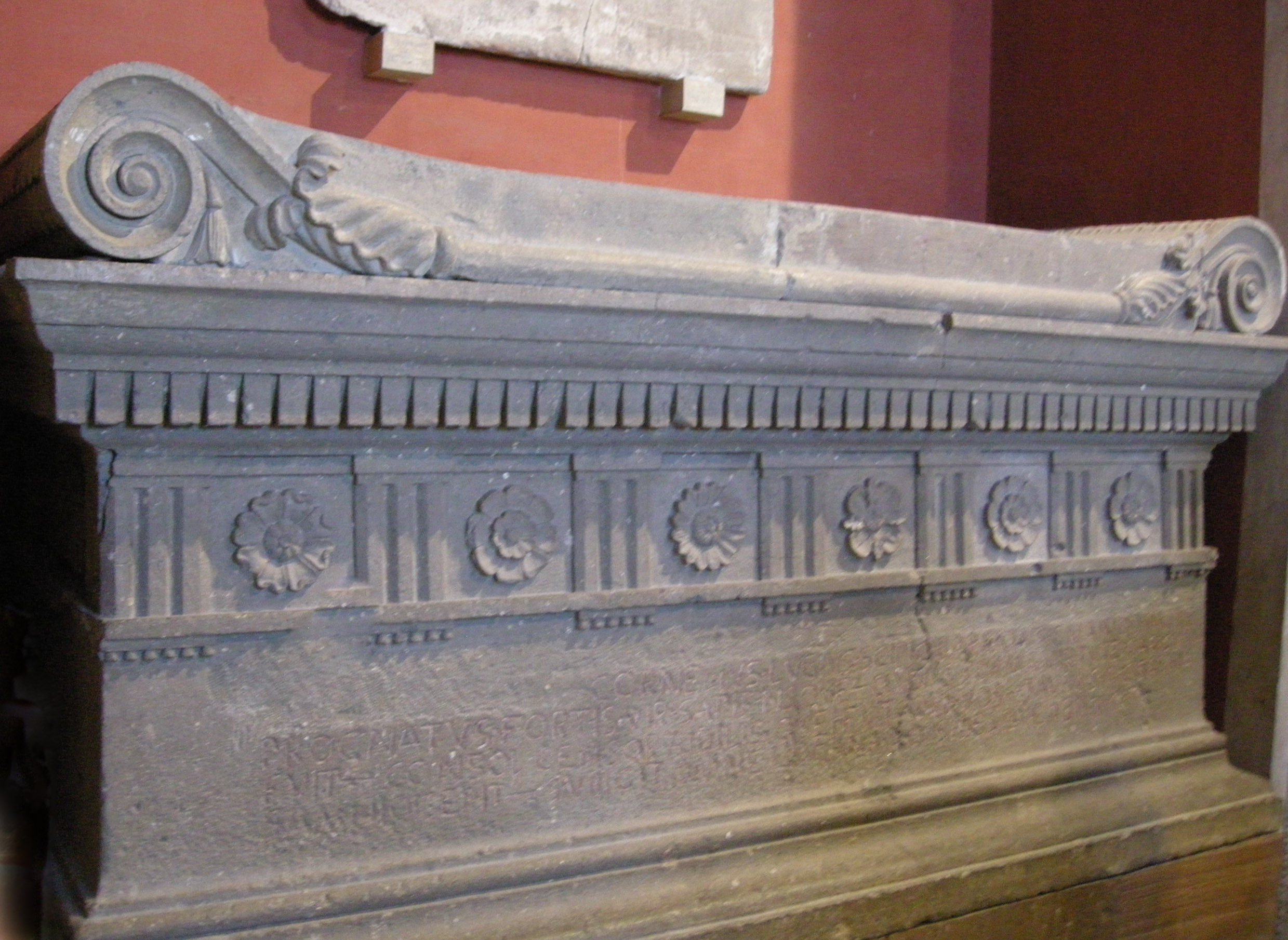
Sarcophage de Lucius Cornelius Scipio Barbatus, 270 av. J.-C. environ.
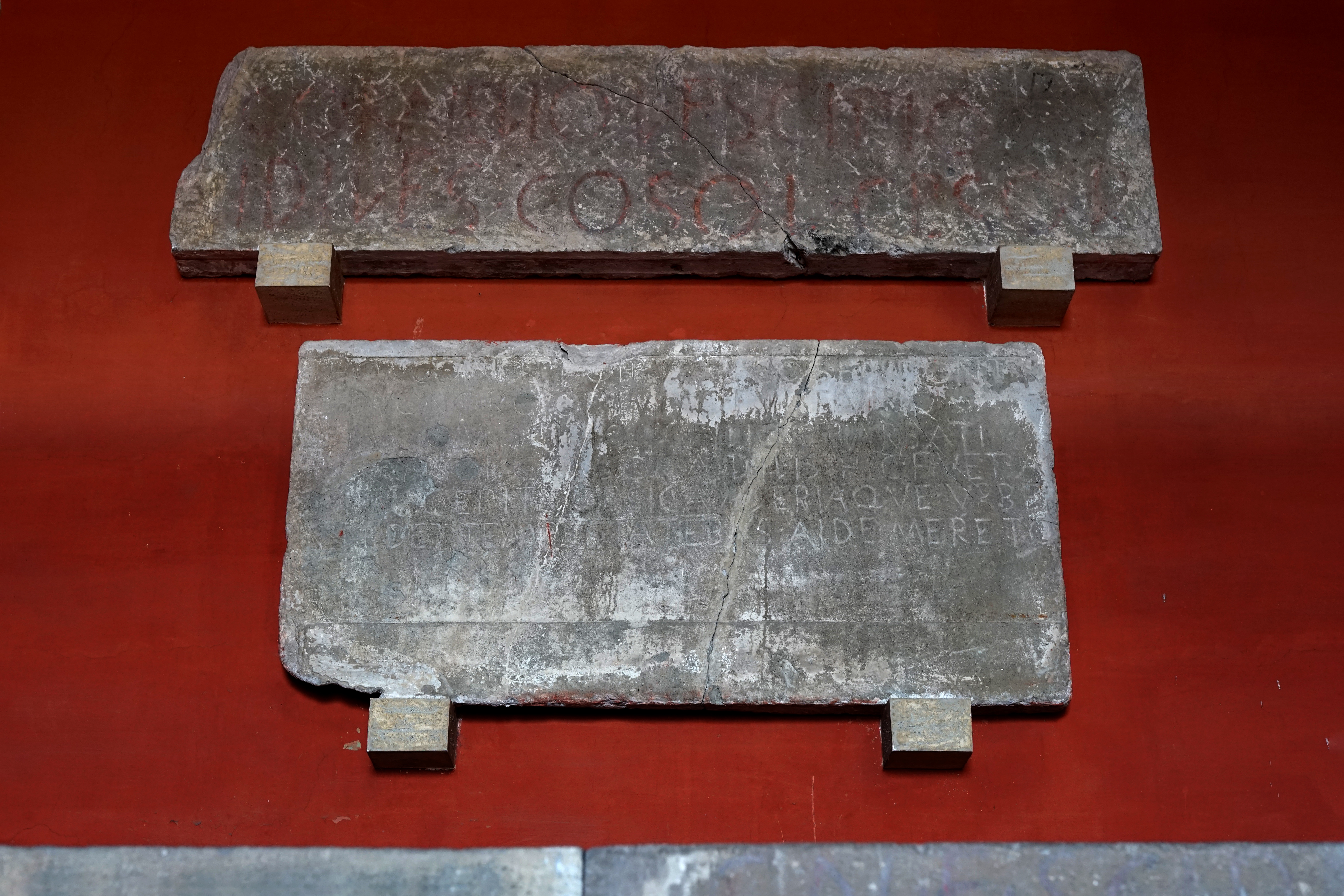
Dalles de la cuve et du couvercle du sarcophage de Lucius Cornelius Scipio junior, ca. -230.

### X - Cabinet de l'Apoxyomène

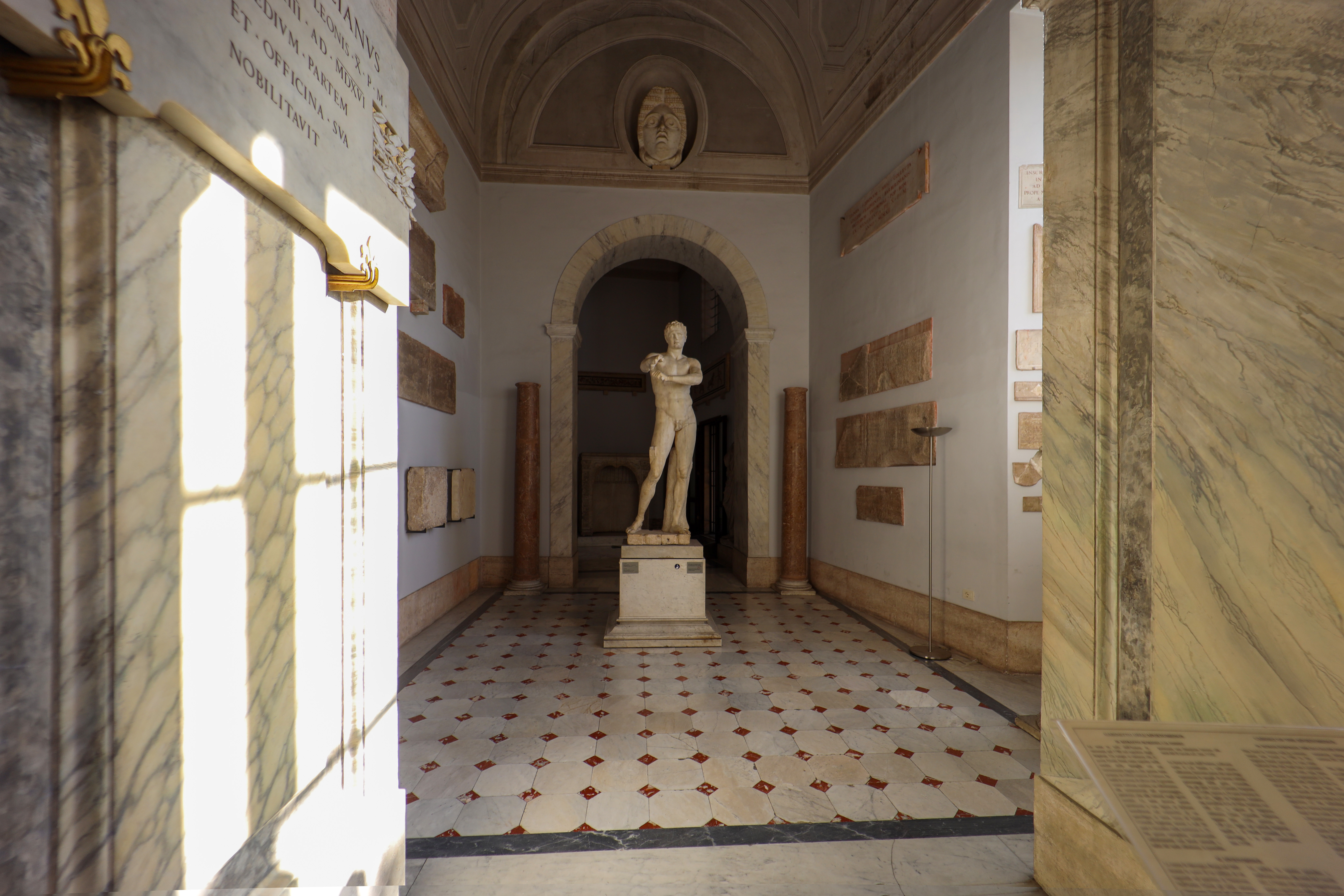
Cabinet de l’Apoxyomène

- L’Apoxyomène (« celui qui se racle le corps »), figure un athlète qui, à l'aide d'un strigile, racle l'huile étendue sur sa peau avant les compétitions, emportant avec elle la sueur et la poussière accumulées pendant l'épreuve ou le combat. Copie de l'âge claudien (41-54 apr. J.-C.) d'un original grec en bronze de Lysippe (vers 320-310 av. J.-C.). Trouvé dans le Trastevere en 1849. Inv. 1185.

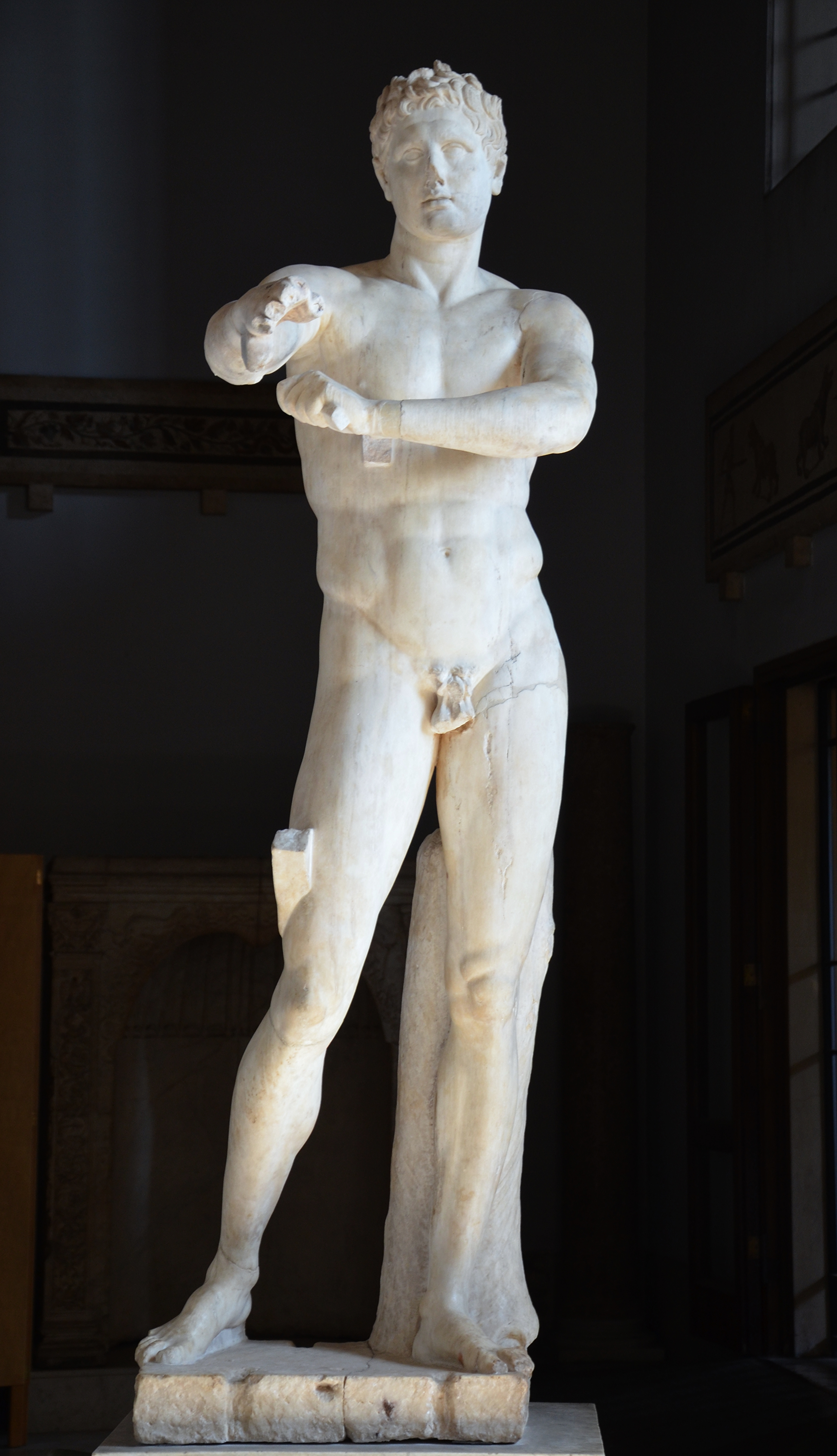
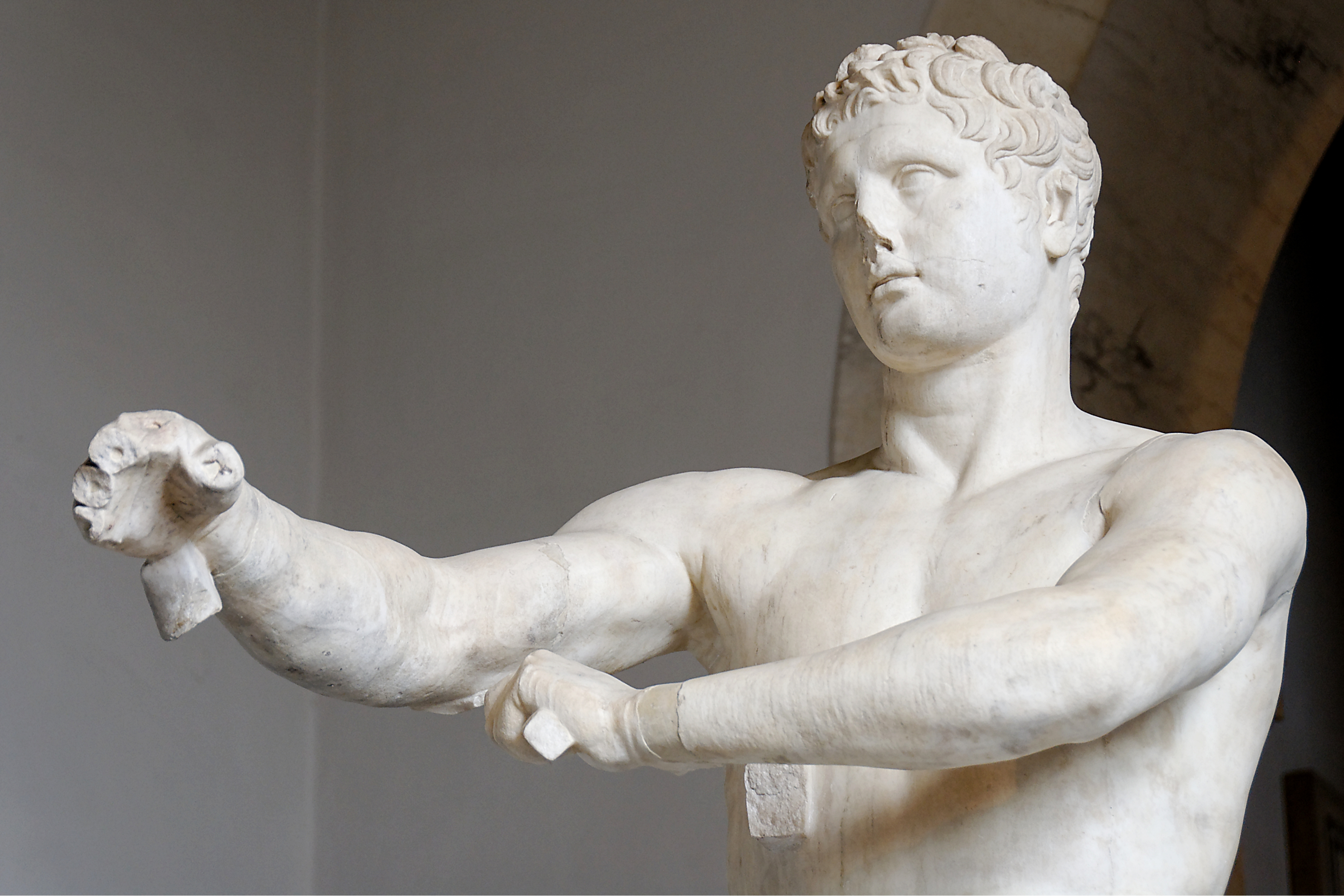
L’Apoxyomène du Vatican
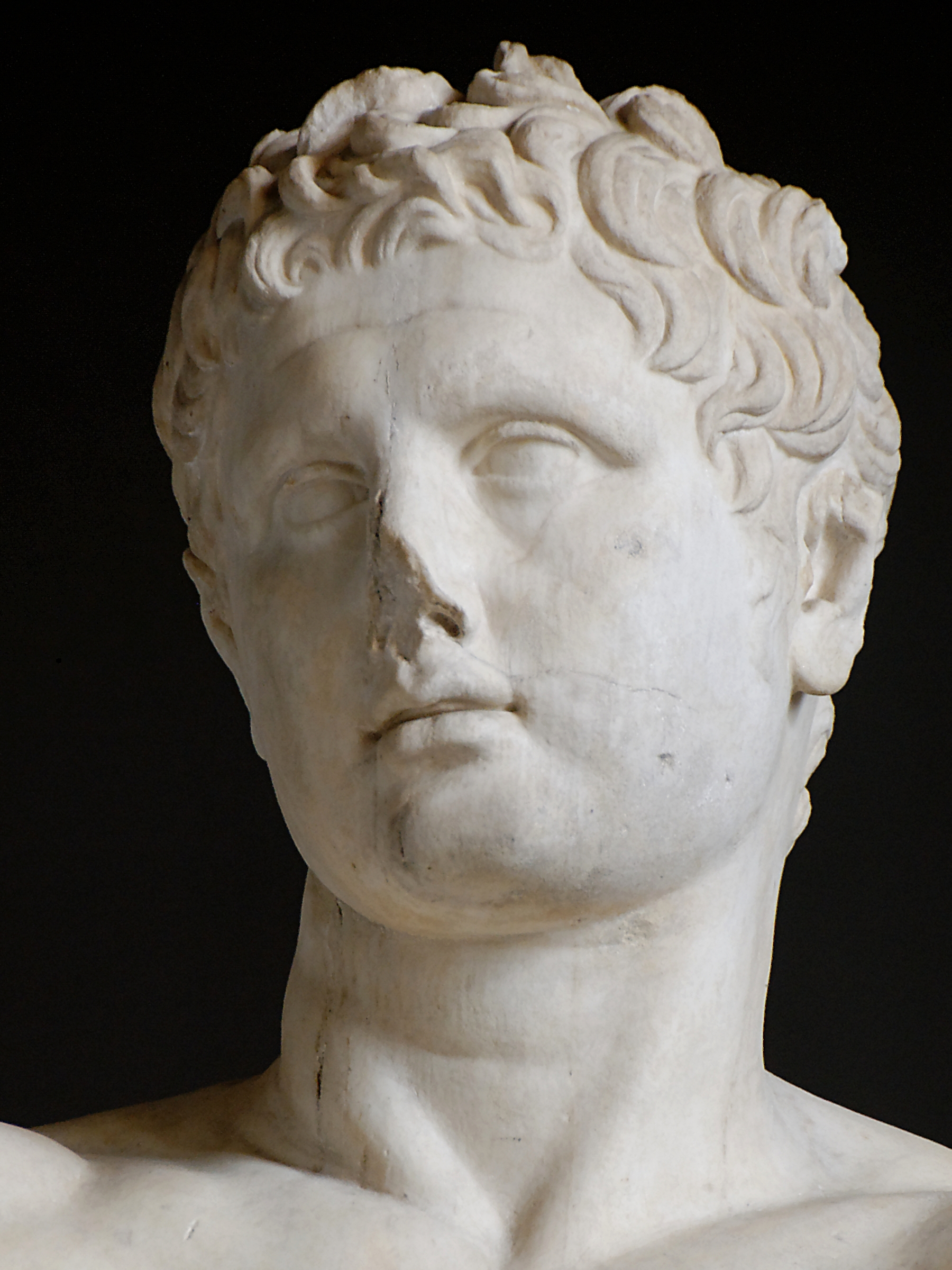

### VIII - Cour octogonale
Construite au XVe siècle par l'architecte Bramante, la cour octogonale accueille dès la Renaissance un jardin d'orangers orné de statues antiques. De fait, elle est considérée comme le premier embryon des musées du Vatican[réf. nécessaire]. Intégrée au Musée Clementino, la cour est entièrement remodelée par Michelangelo Simonetti en 1772 qui la dote d'un portique octogonal comportant plusieurs cabinets (cabinets d'Apollon, de Laocoon, d'Hermès, de Canova).
C'est dans cet espace que sont concentrés les plus importantes pièces de la collection de sculptures antiques :
- Apollon du Belvédère, copie en marbre d'après Léocharès (v.-330/-320)

- Laocoon du Vatican, groupe représentant Laocoon et ses deux fils assaillis par les serpents envoyés par Athéna, œuvre de sculpteurs rhodiens (Ier siècle)

- Antinoüs du Belvédère, en fait un Hermès du type Andros-Farnèse, copie romaine d'un original grec sans doute du second classicisme (IVe siècle av. J.-C.)

- Creugante et Damoxène, de Canova également, sur un sujet de Pausanias

- Venus Felix représentant Vénus et son fils Cupidon.

- Le Fleuve Tigre, ensemble formé d'une statue allongée représentant le fleuve et d'un sarcophage servant de bassin et illustrant une scène avec les Amazones.

Dans cette cour se trouve également le Persée triomphant d'Antonio Canova (v. 1800), commandé par Pie VII pour compenser la perte d'œuvres confisquées par Napoléon. 

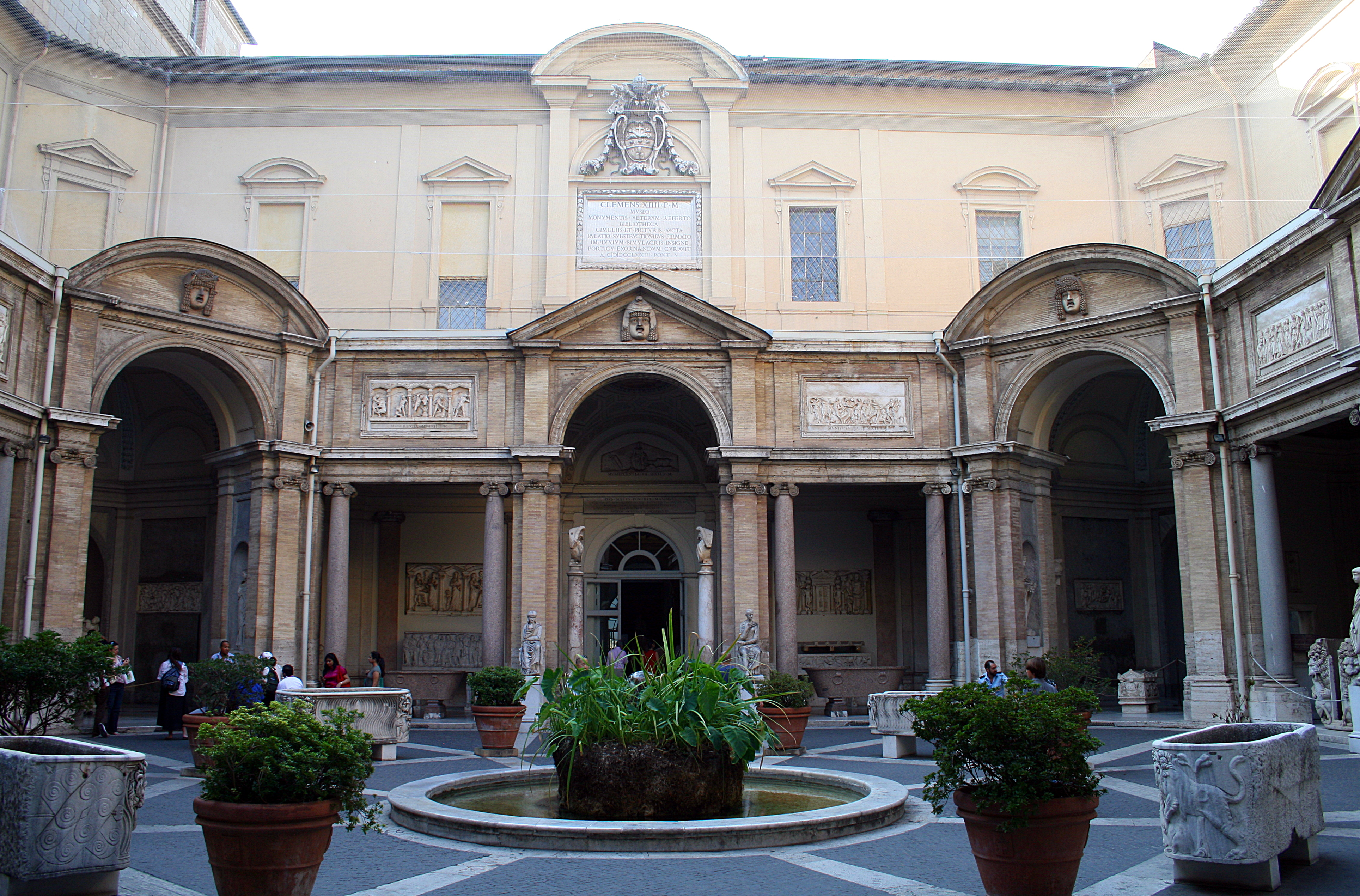
Cour octogonale
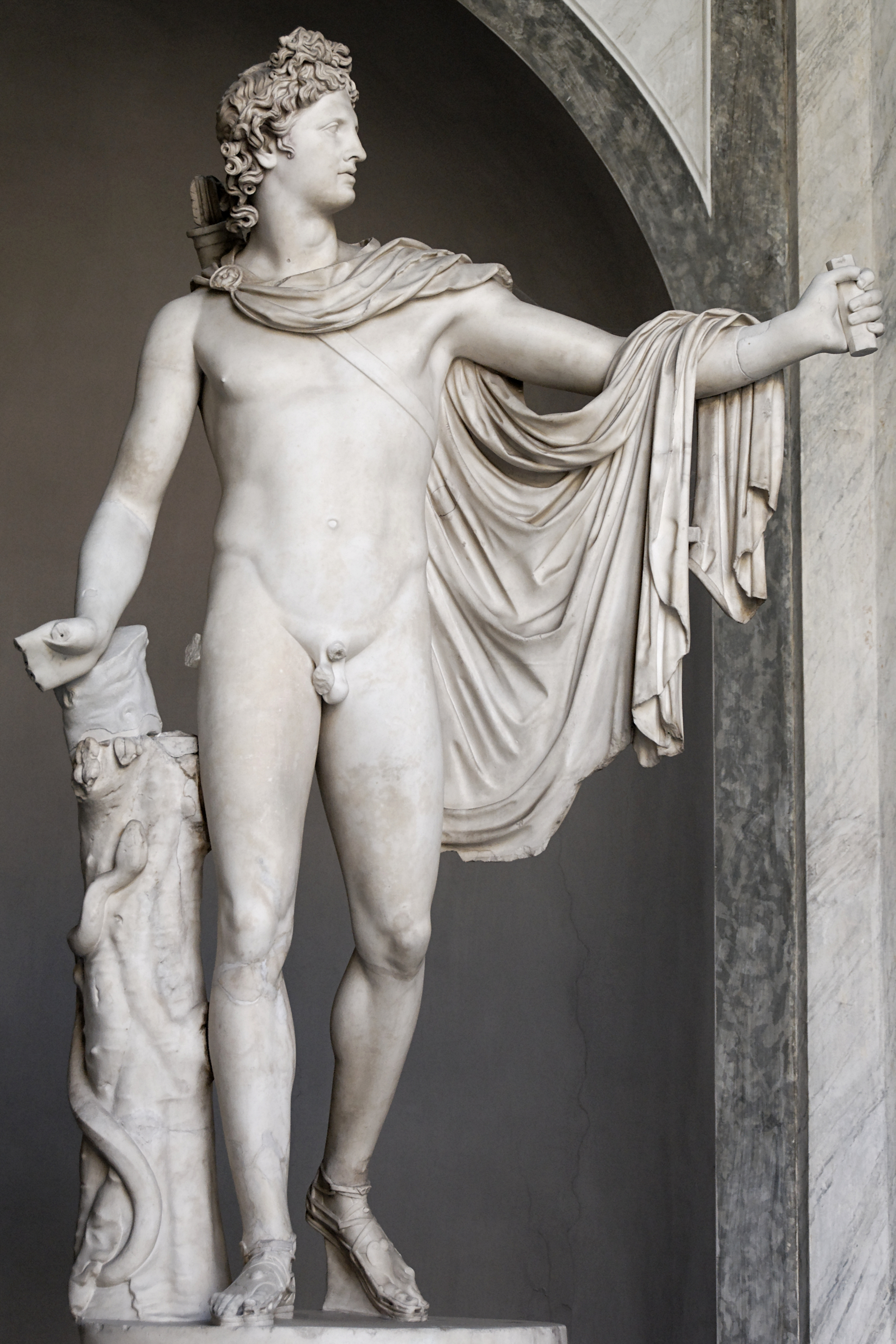
Apollon du Belvédère
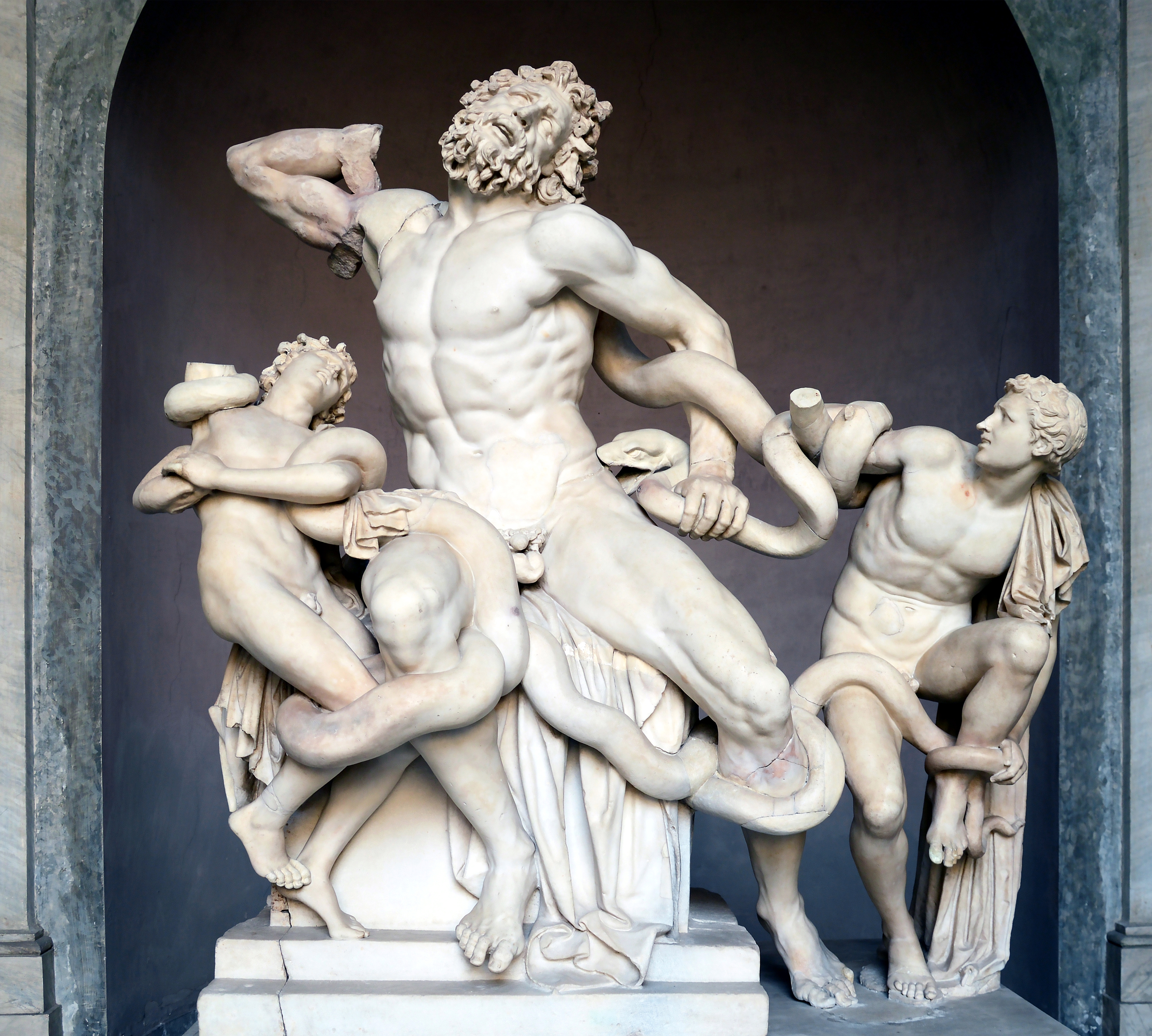
Groupe du Laocoon, œuvre des Rhodiens Agésandros, Athénodore et Polydore, IIe ou Ier siècle av. J.-C..
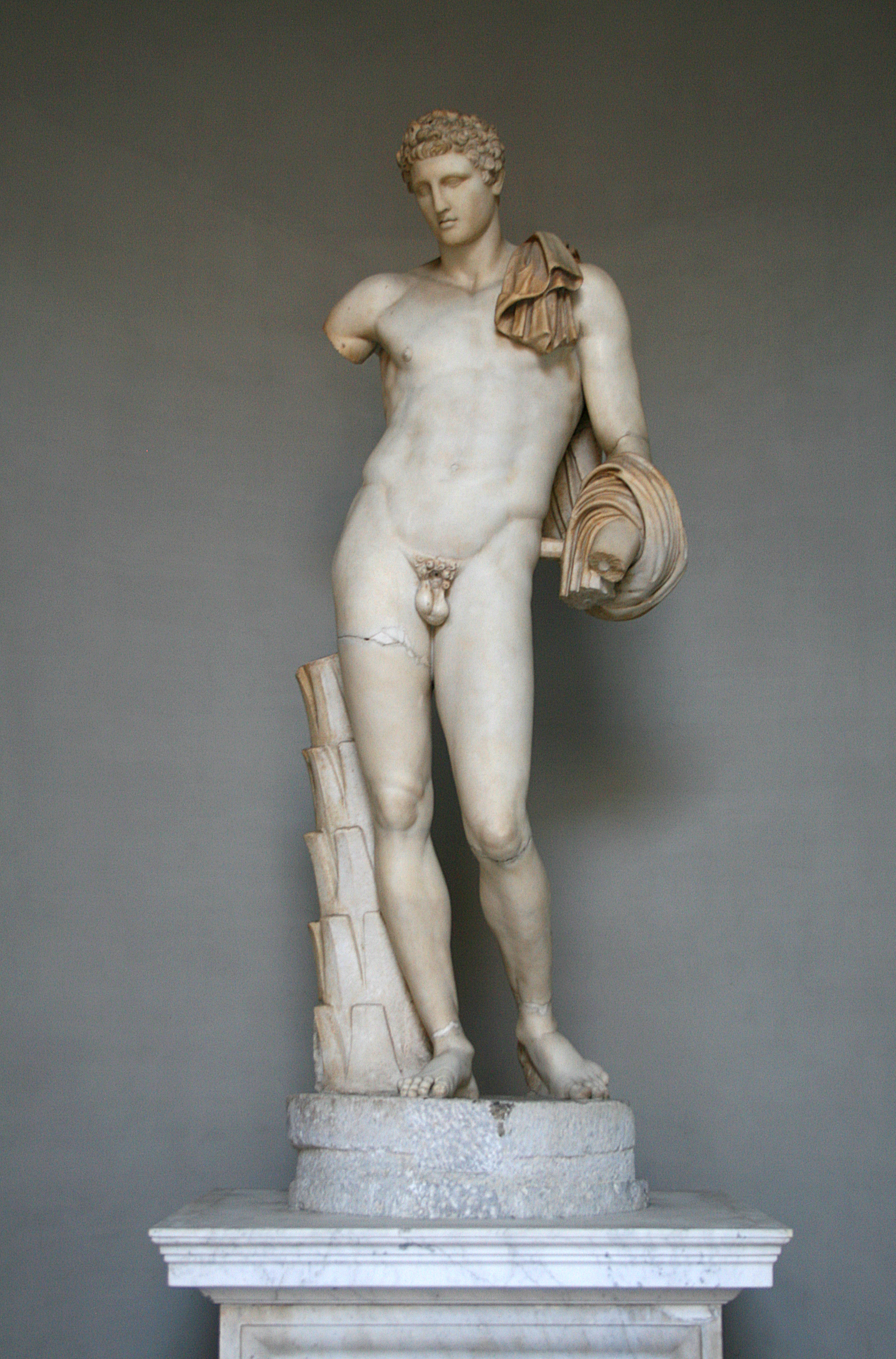
Antinoüs du Belvédère (Hermès)
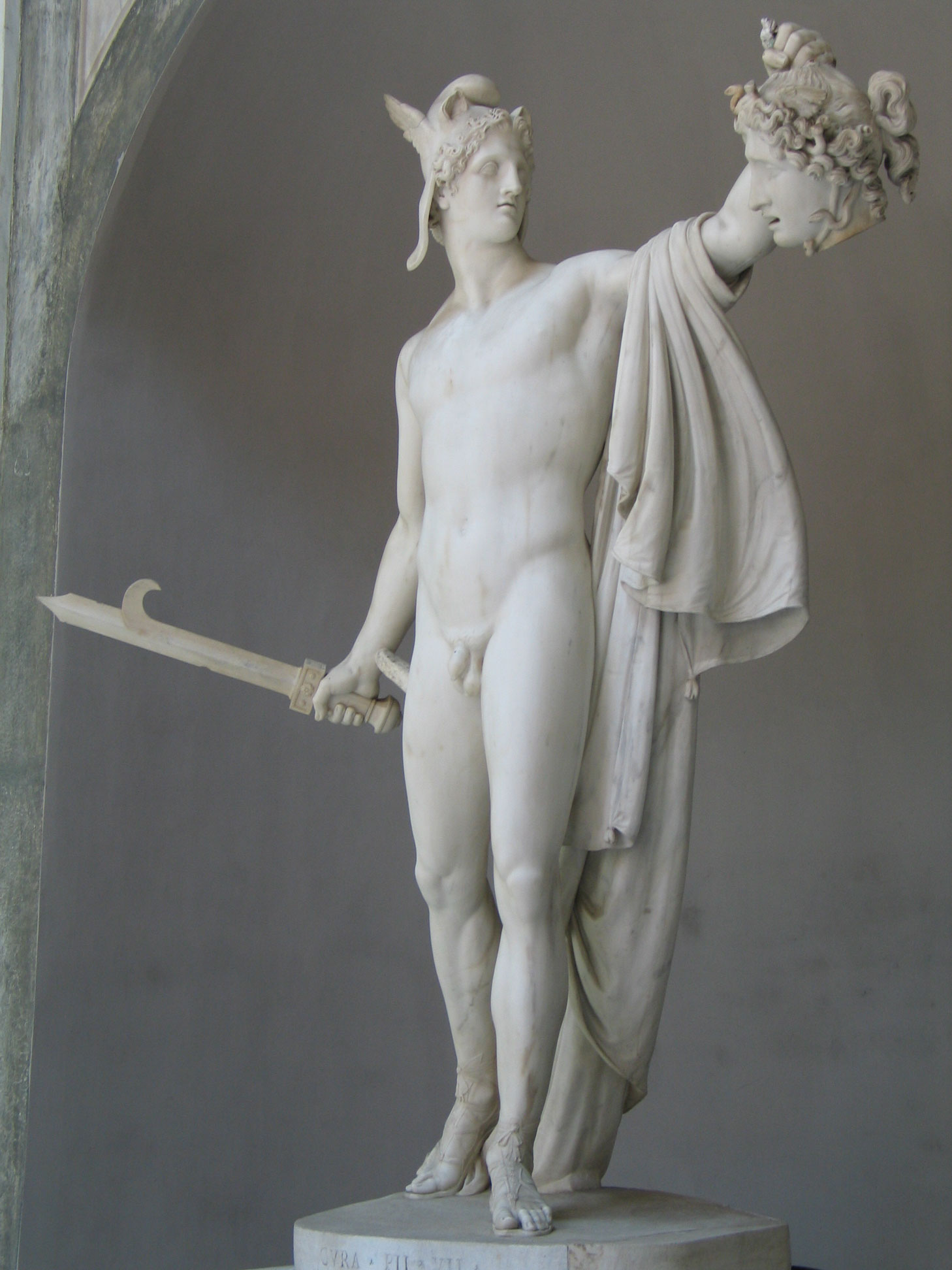
Persée et la tête de Méduse, par Canova.
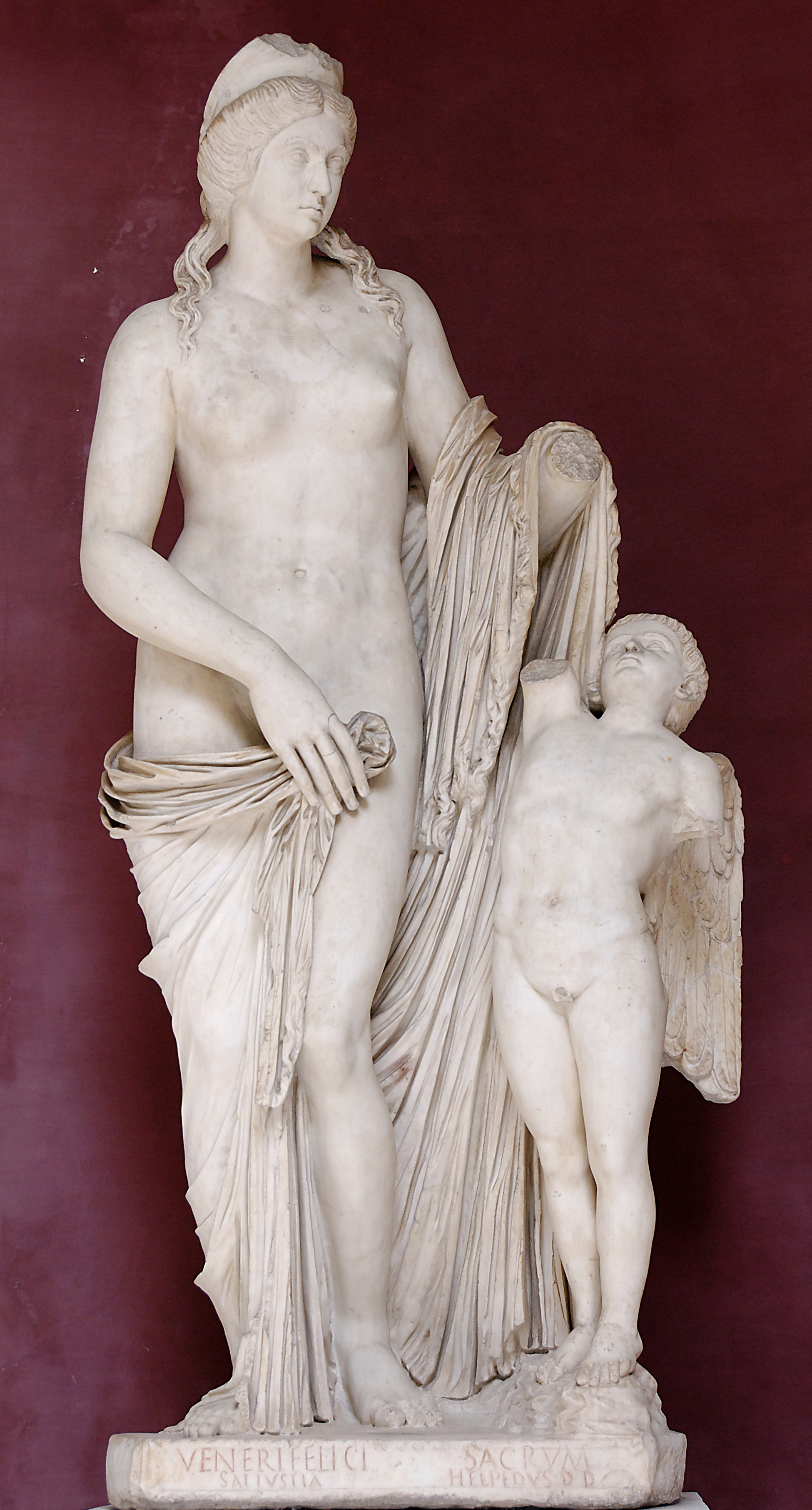
Venus Felix
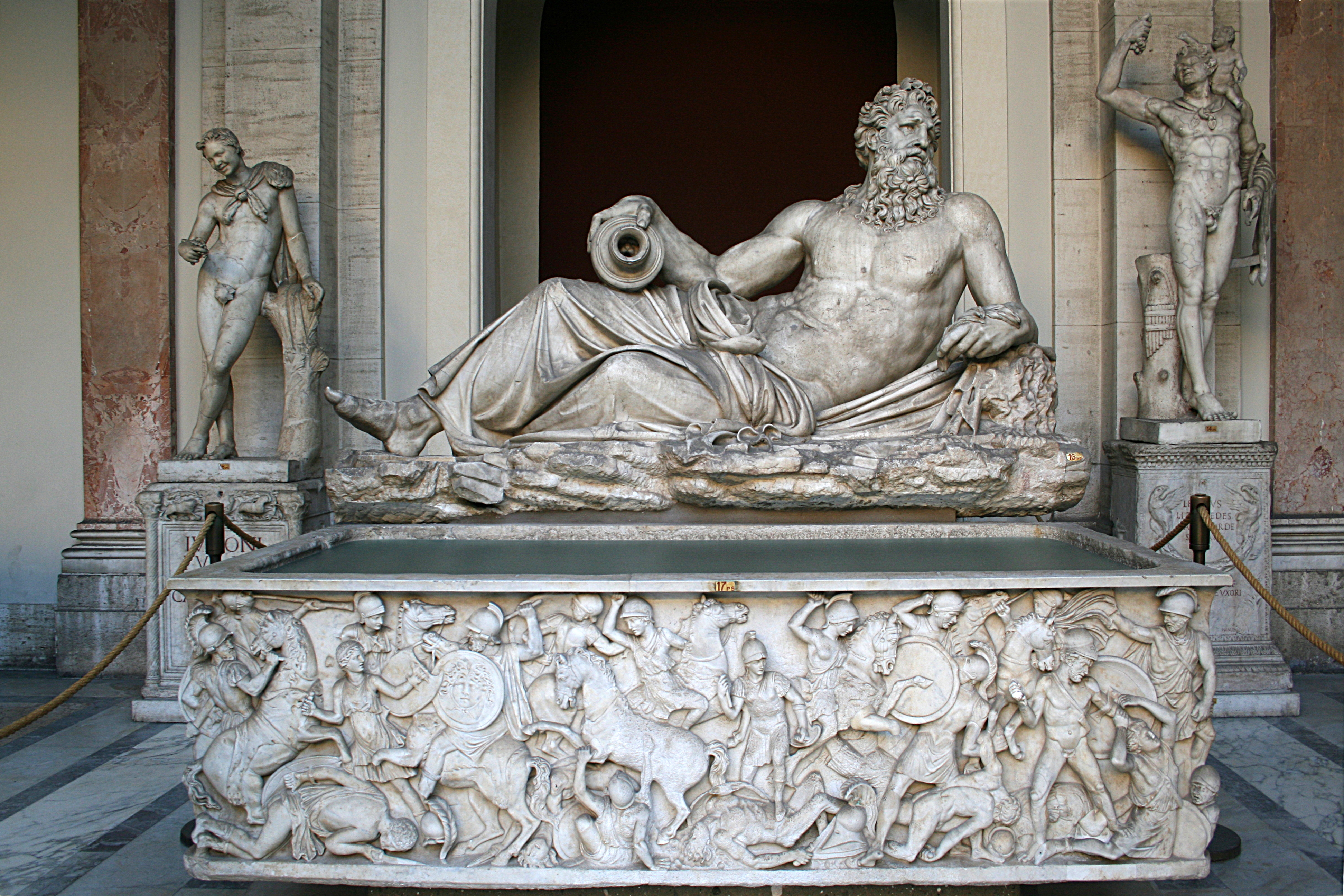
Sarcophage du Fleuve Tigre.

### IV - Salle des Animaux

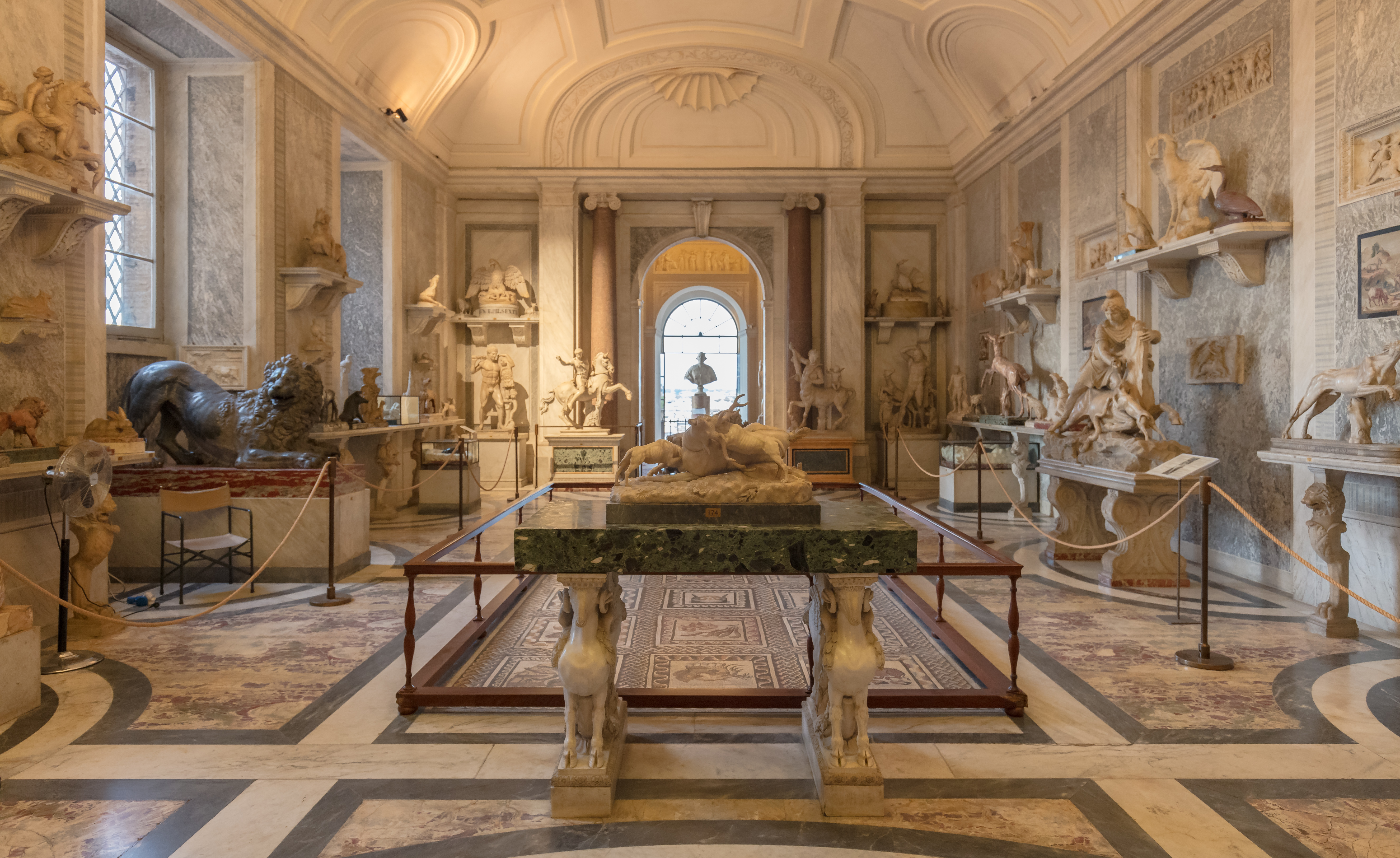
Salle des Animaux

Cette salle doit son nom aux sculptures à thème animalier qu'elle regroupe. La plupart représentent des animaux domestiques ou sauvages, mais également des animaux fantastiques comme le centaure, le griffon et le Minotaure. On y trouve aussi deux personnages liés à un animal :
- Méléagre et le sanglier de Calydon. Marbre, copie romaine, peut-être d'après un original grec en bronze de Scopas du IVe siècle av. J.-C., second classicisme.

- Mithra, représentation traditionnelle de la tauroctonie : Mithra sacrifiant un taureau, alors qu'un scorpion et un chien cherchent à l'en empêcher

La plupart des sculptures de cette salle ont été restaurées au XVIIIe siècle par le sculpteur toscan Francesco Antonio Franzoni. 

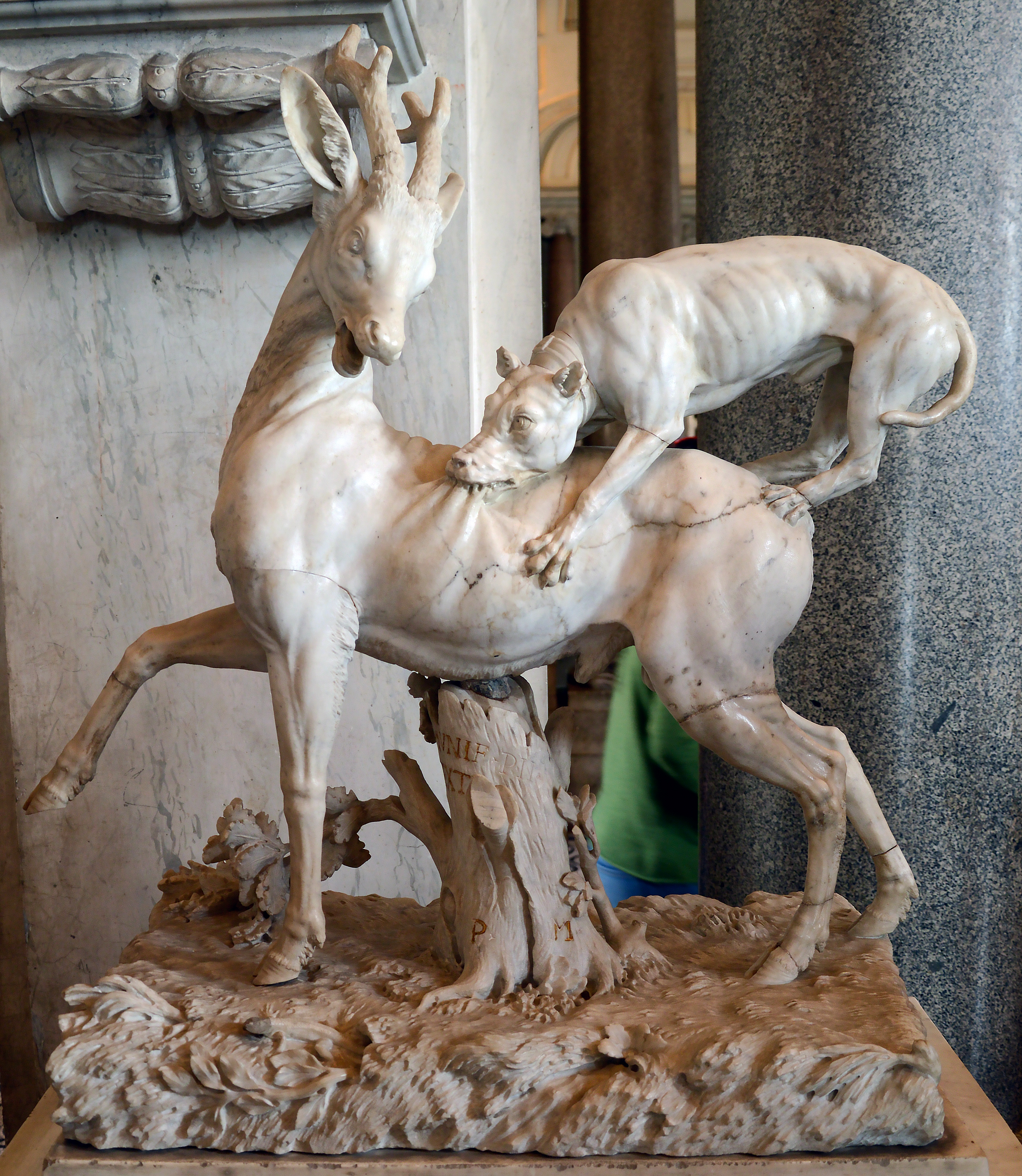
Scène de chasse : chien, chevreuil.
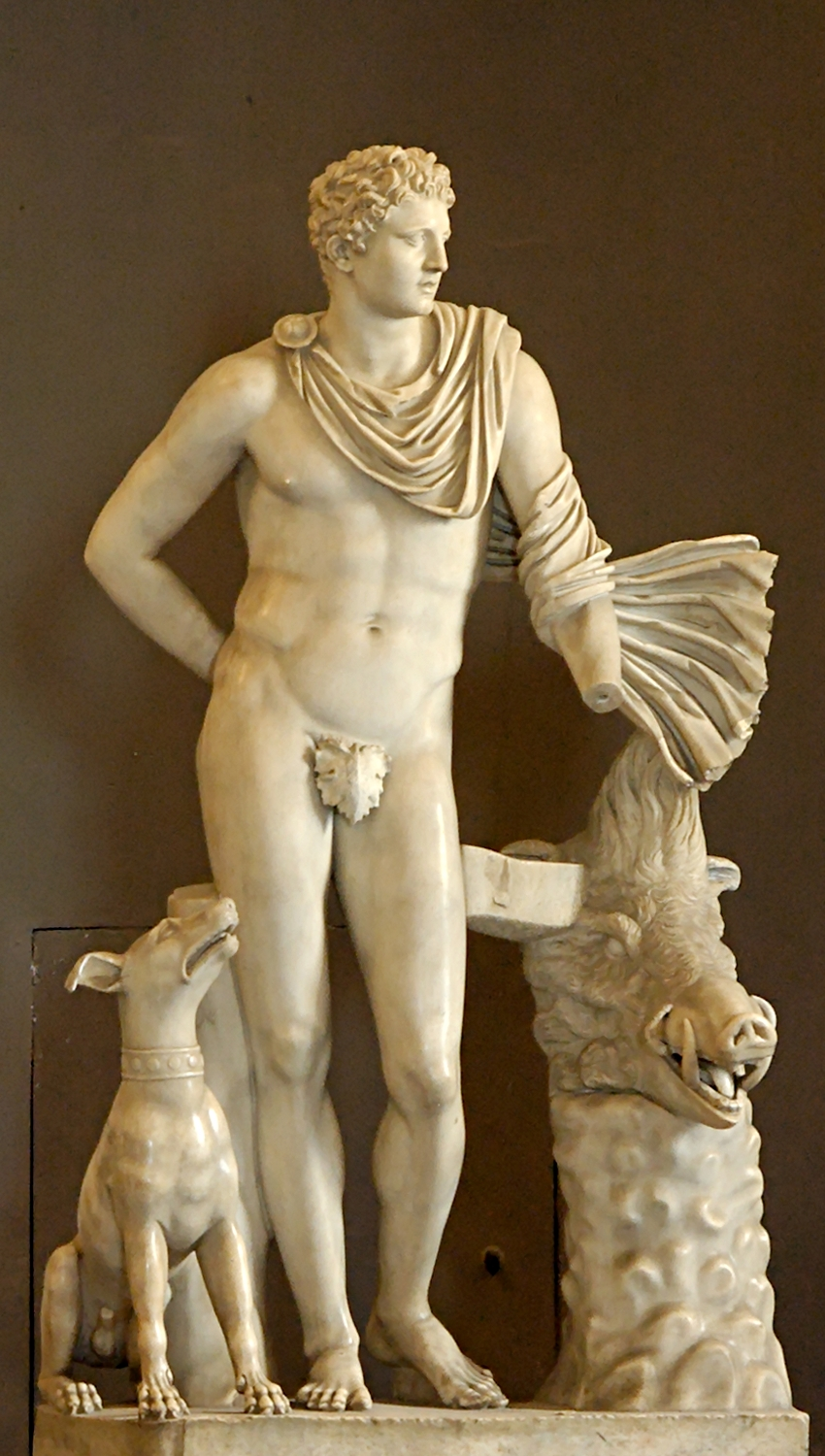
Méléagre et le sanglier de Calydon
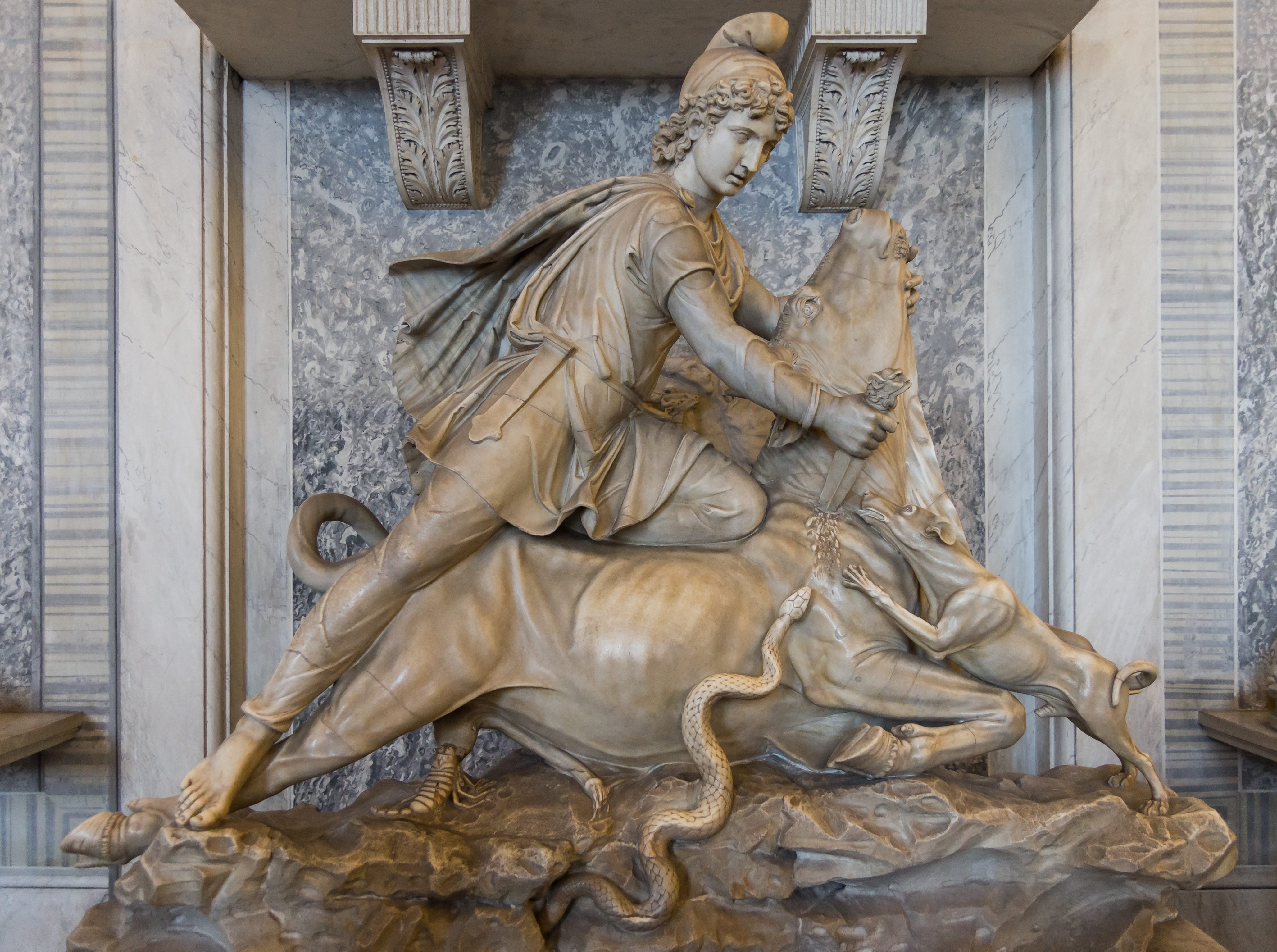
Mithra tauroctone

### V - Galerie des Statues
Elle est située dans l'ancienne galerie du Petit Palais du Belvédère.
- Hermès Ingenui, copie romaine d'une statue du premier classicisme (Ve siècle av. J.-C.)
- Apollon sauroctone, copie romaine de l'original de Praxitèle
- Amazone Mattei, copie de l'original de Phidias
- Ariane endormie, copie de l'original hellénistique
- Jupiter Verospi, copie romaine du IIIe siècle du Jupiter Capitolin d'Apollonius, Ier siècle av. J.-C..

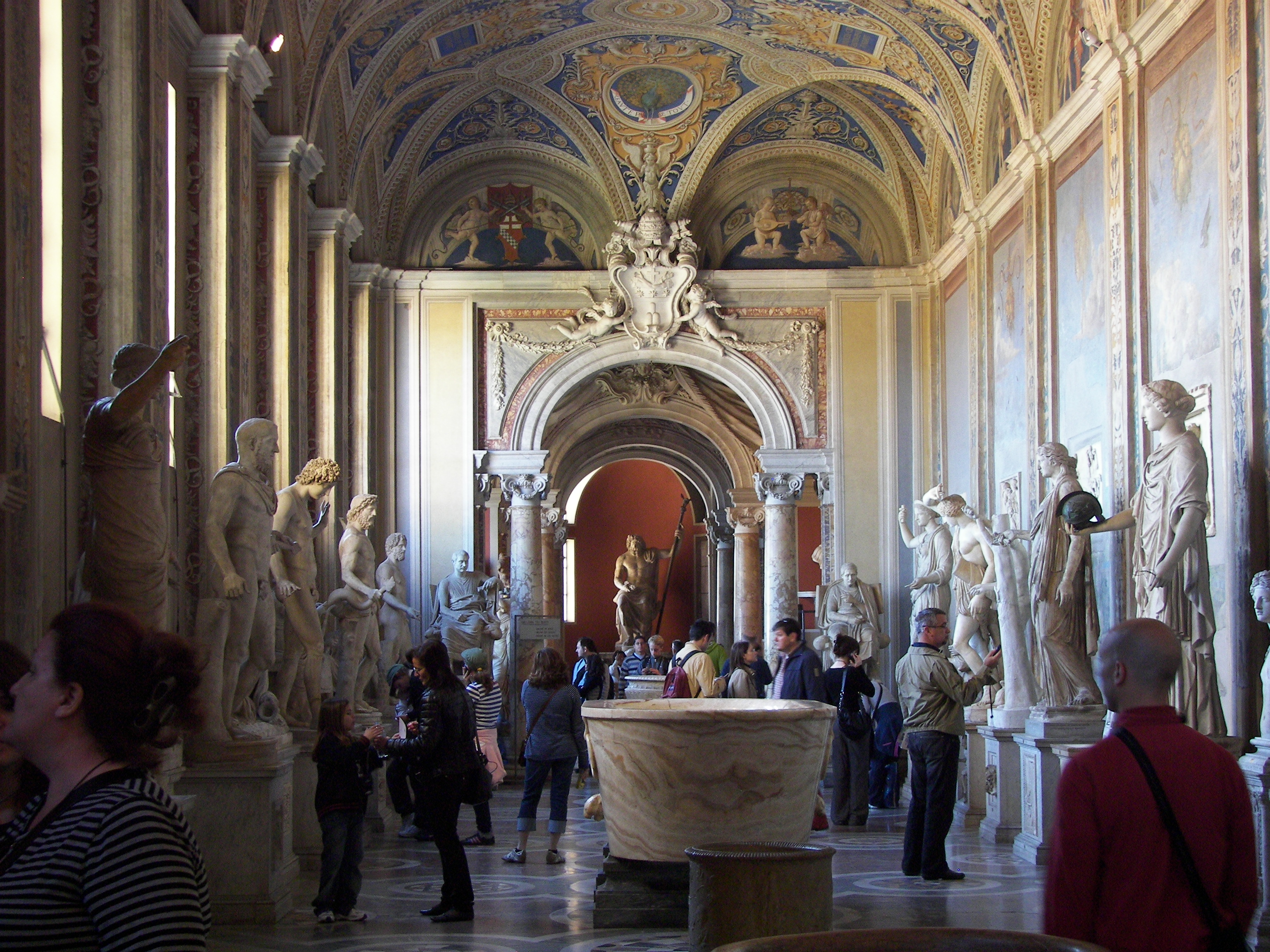
Galerie des Statues
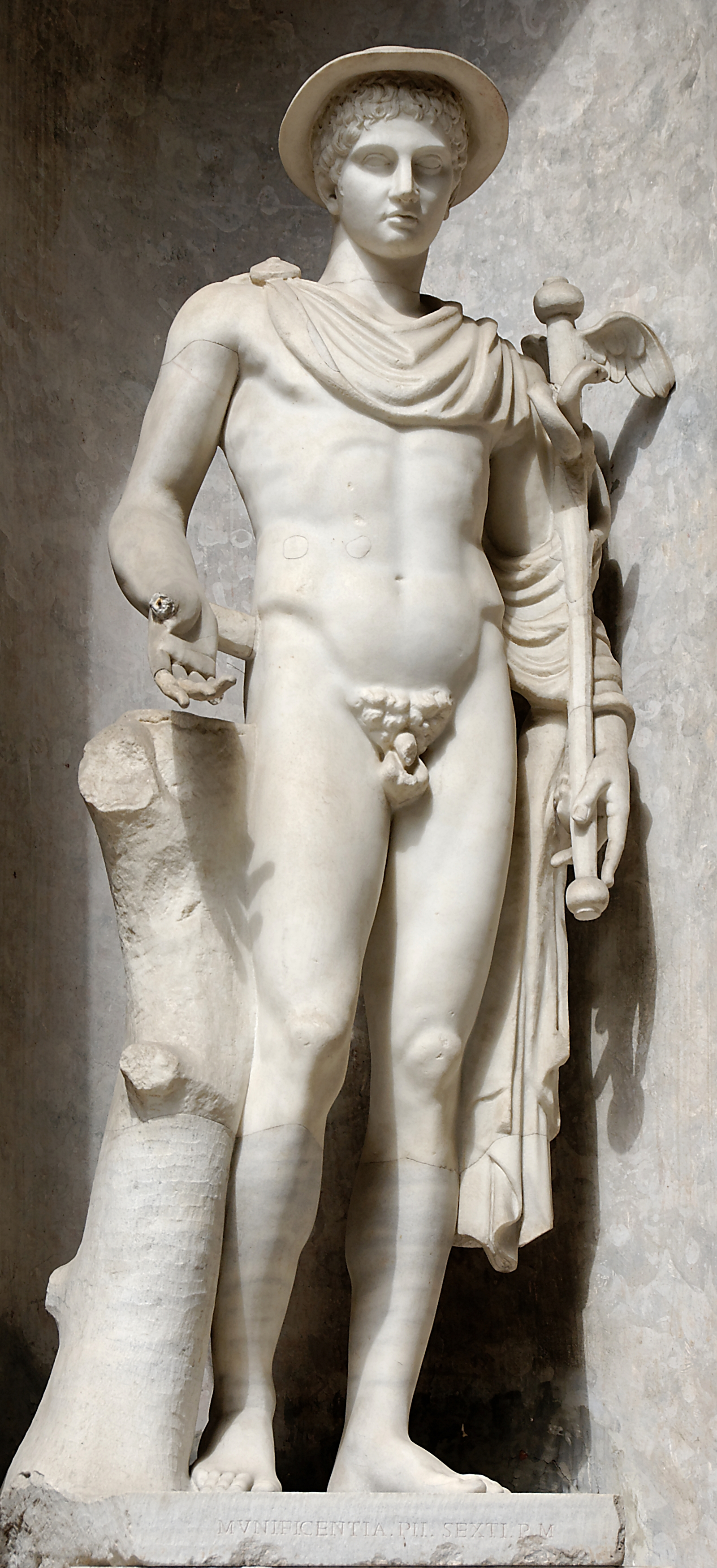
Hermès Ingenui
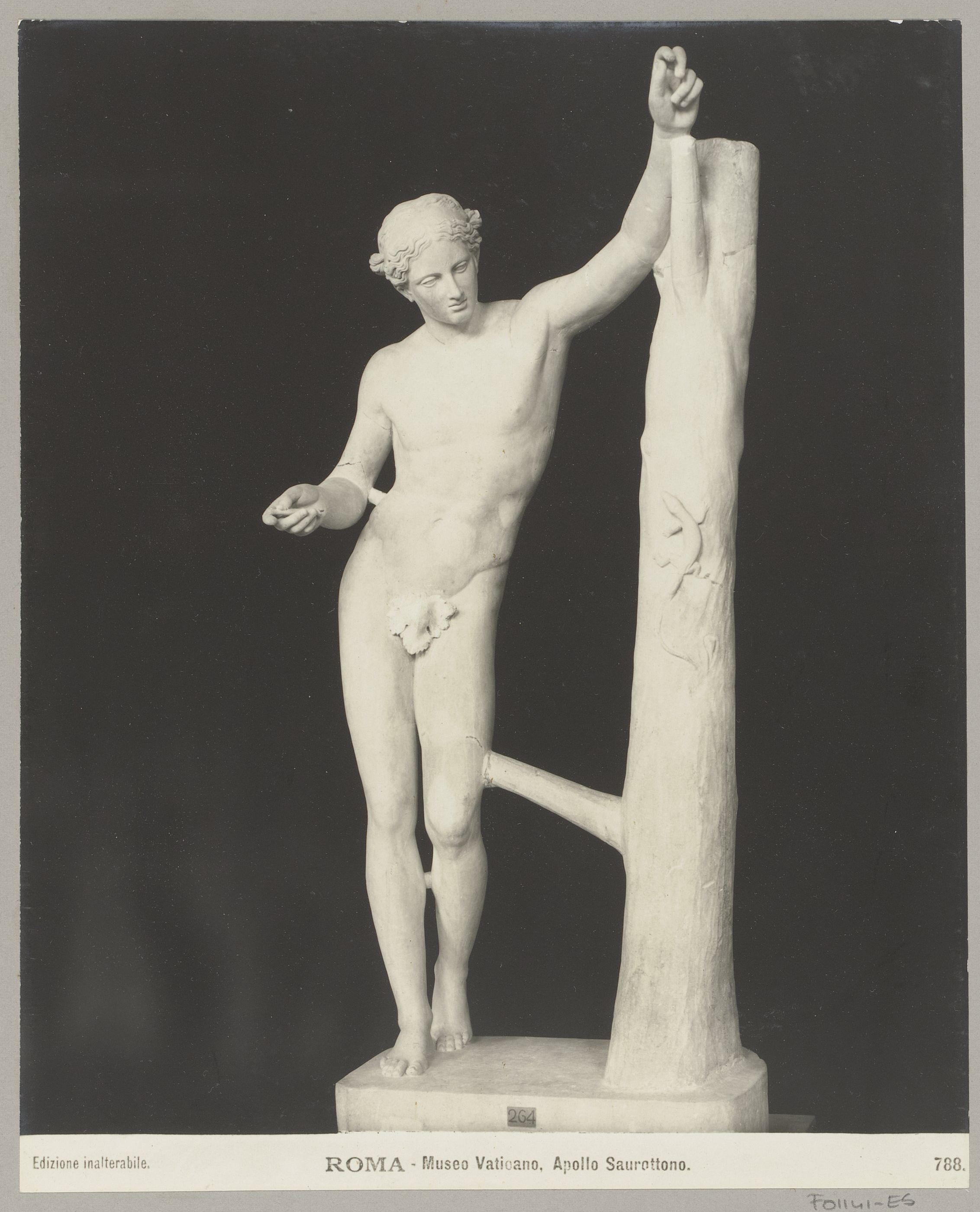
Apollon sauroctone.
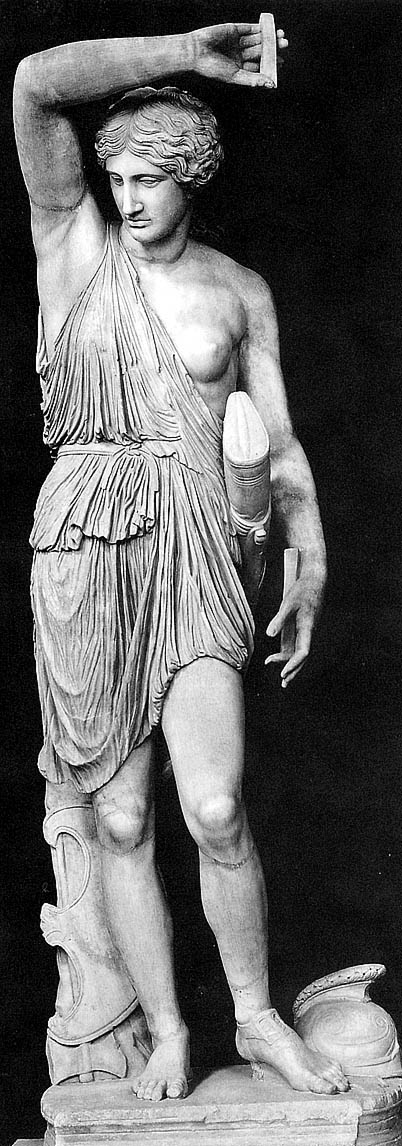
Amazone Mattei

### VI - Salle des Bustes

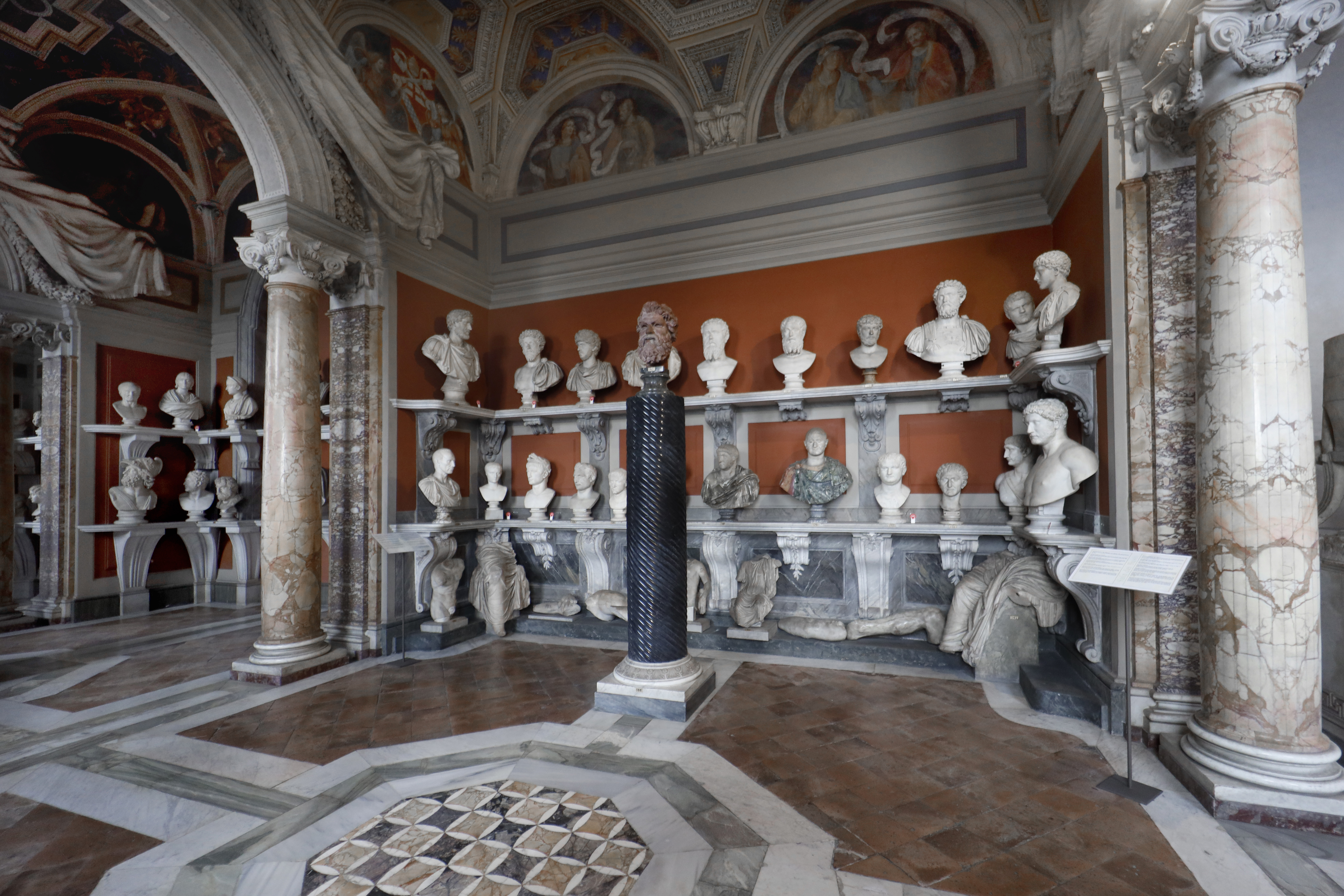
Salle des Bustes
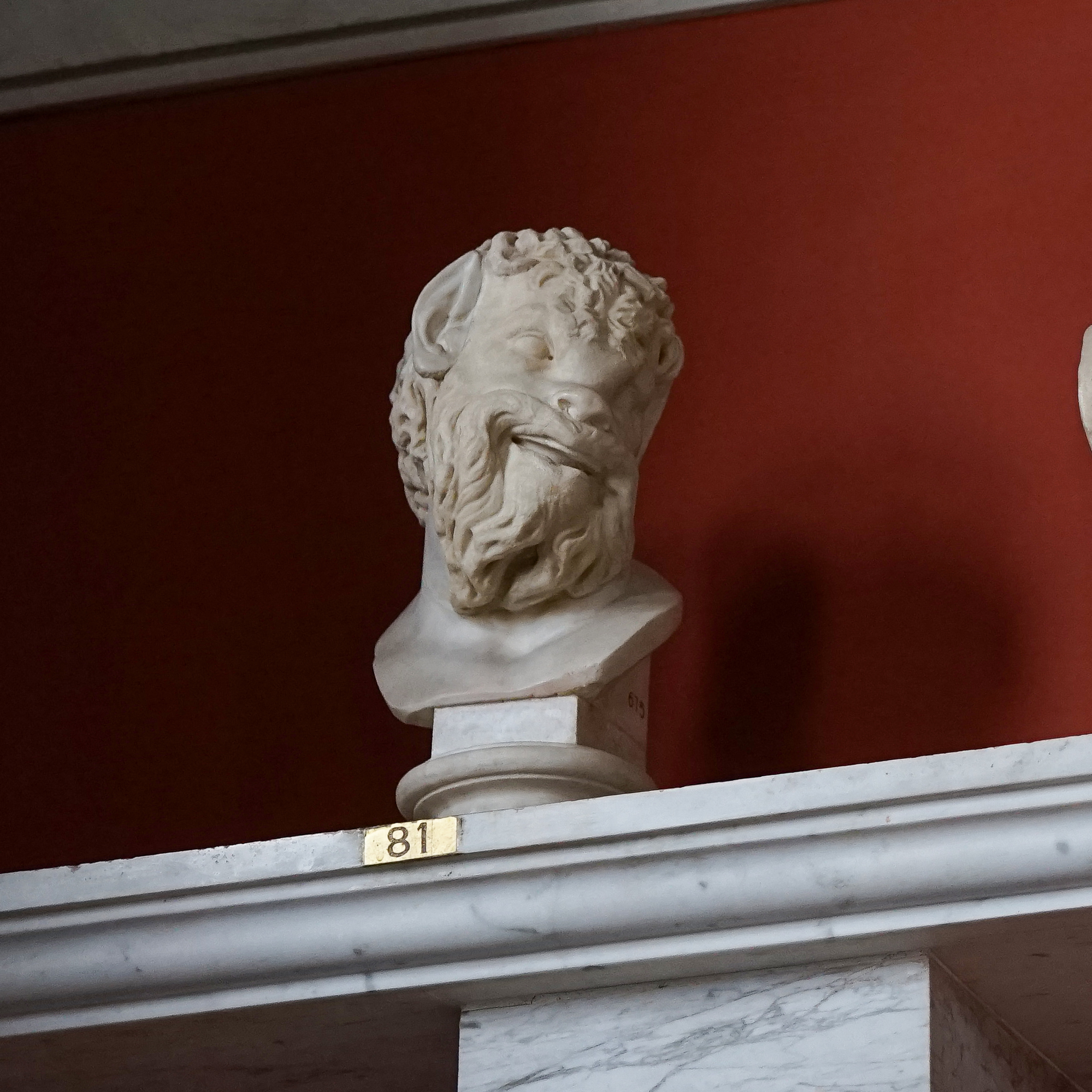
Le dieu Pan
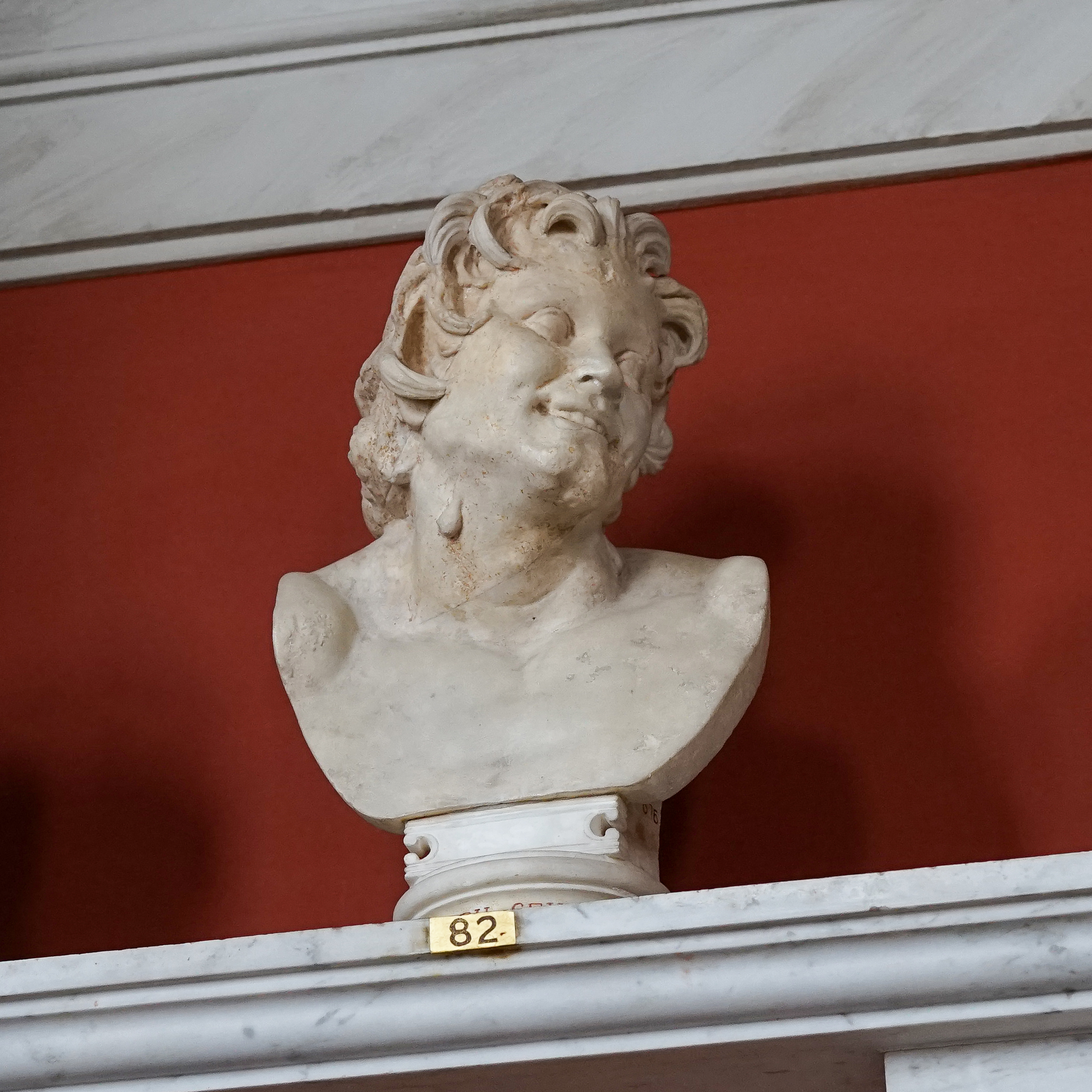
Faune riant
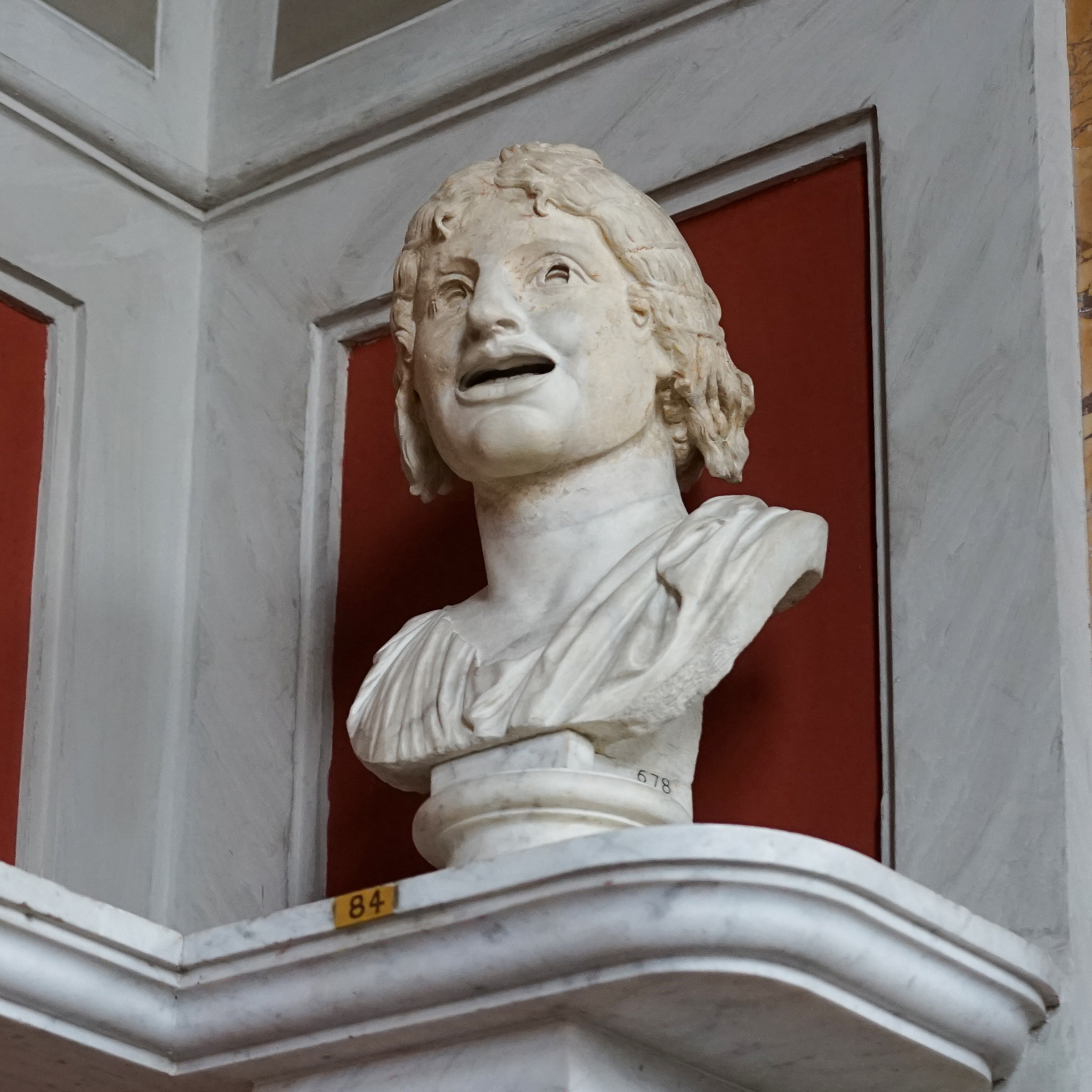
Acteur portant un masque de théâtre féminin

### VII - Cabinet des Masques

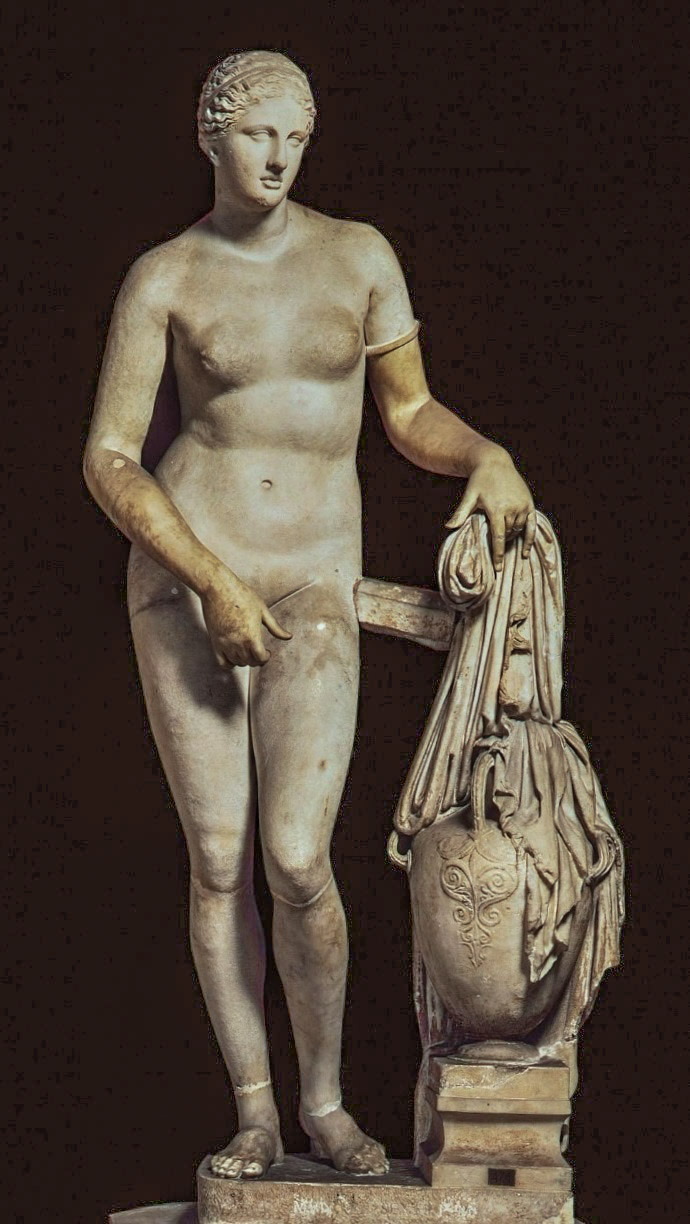
Aphrodite Colonna

- Aphrodite Colonna, probablement la meilleure des copies de l’Aphrodite de Cnide de Praxitèle, dont l'original est perdu.

### II - Salle ronde ou rotonde
D'un style néoclassique, cette rotonde a été construite par l'architecte Michelangelo Simonetti en 1779 en s'inspirant du dôme du Panthéon. Les niches, surmontées de coquilles et peintes en rouge pompéïen abritent des sculptures : 
- Héra Barberini, copie de l'école de Phidias ;
- Antinoüs Braschi, 117-138 après J.-C. : statue colossale d'Antinoüs avec les attributs de Dionysos-Osiris ;
- Buste d’Antinoüs, provenant de la Villa d'Hadrien à Tivoli ;
- Tête colossale de Jupiter d'Otricoli, second classicisme ;
- Tête colossale de l'empereur Hadrien, provenant du château Saint-Ange ;
- Claude sous les traits de Jupiter, Ier siècle ;
- Héraclès, statue en bronze, IIe siècle.

Au centre de la salle est positionnée une imposante vasque de porphyre rouge. 

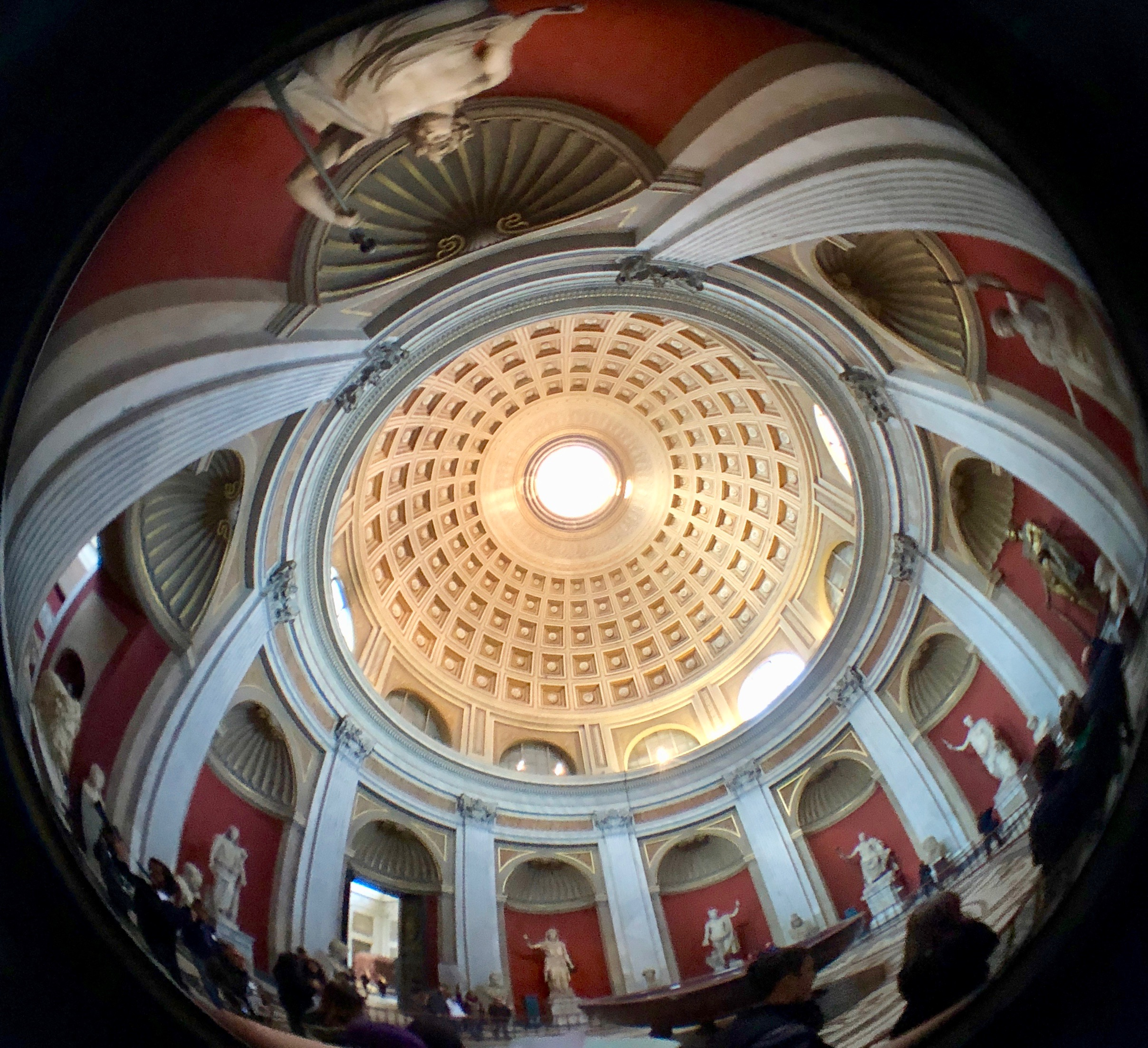
Salle ronde
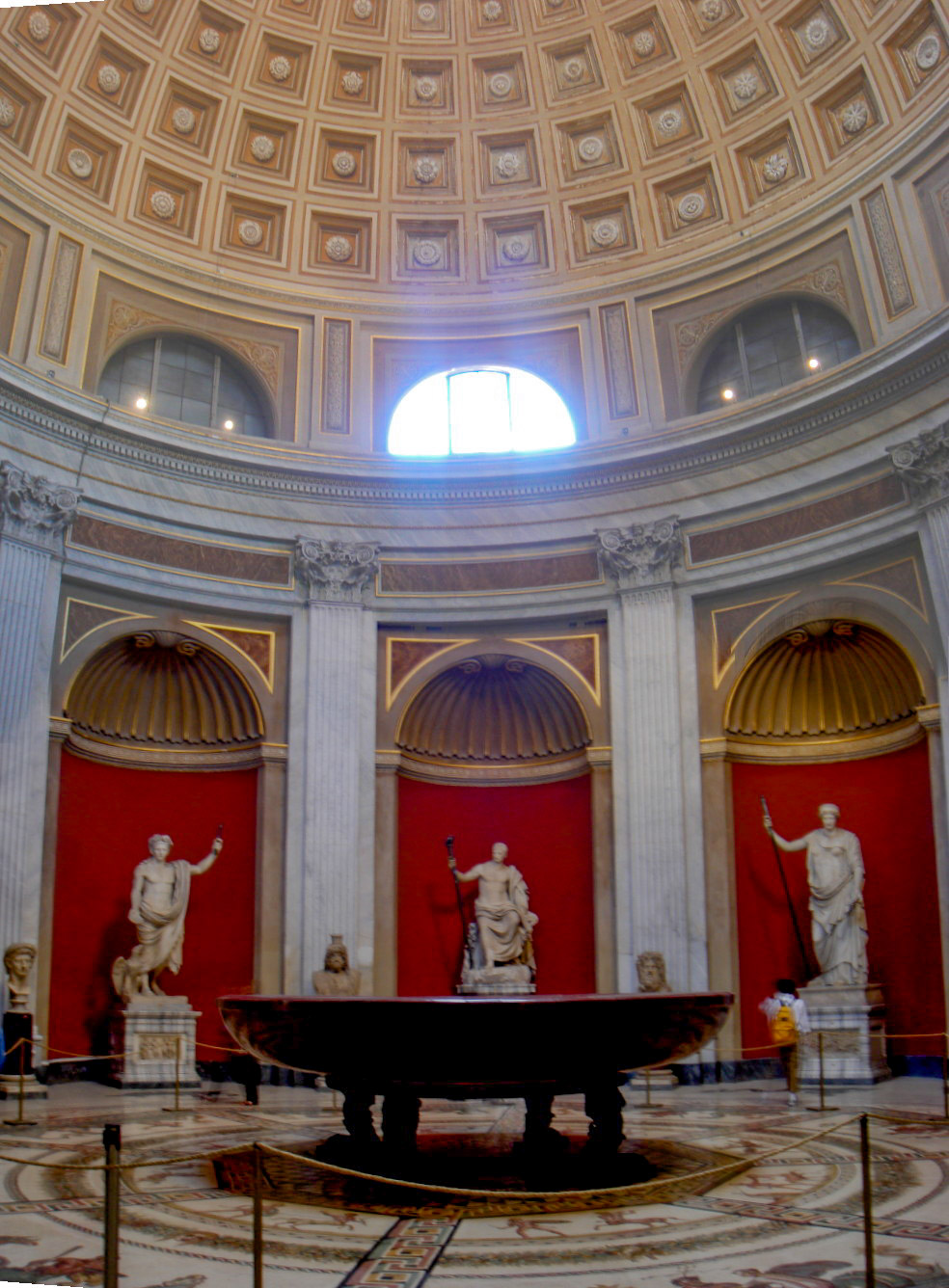
Salle ronde
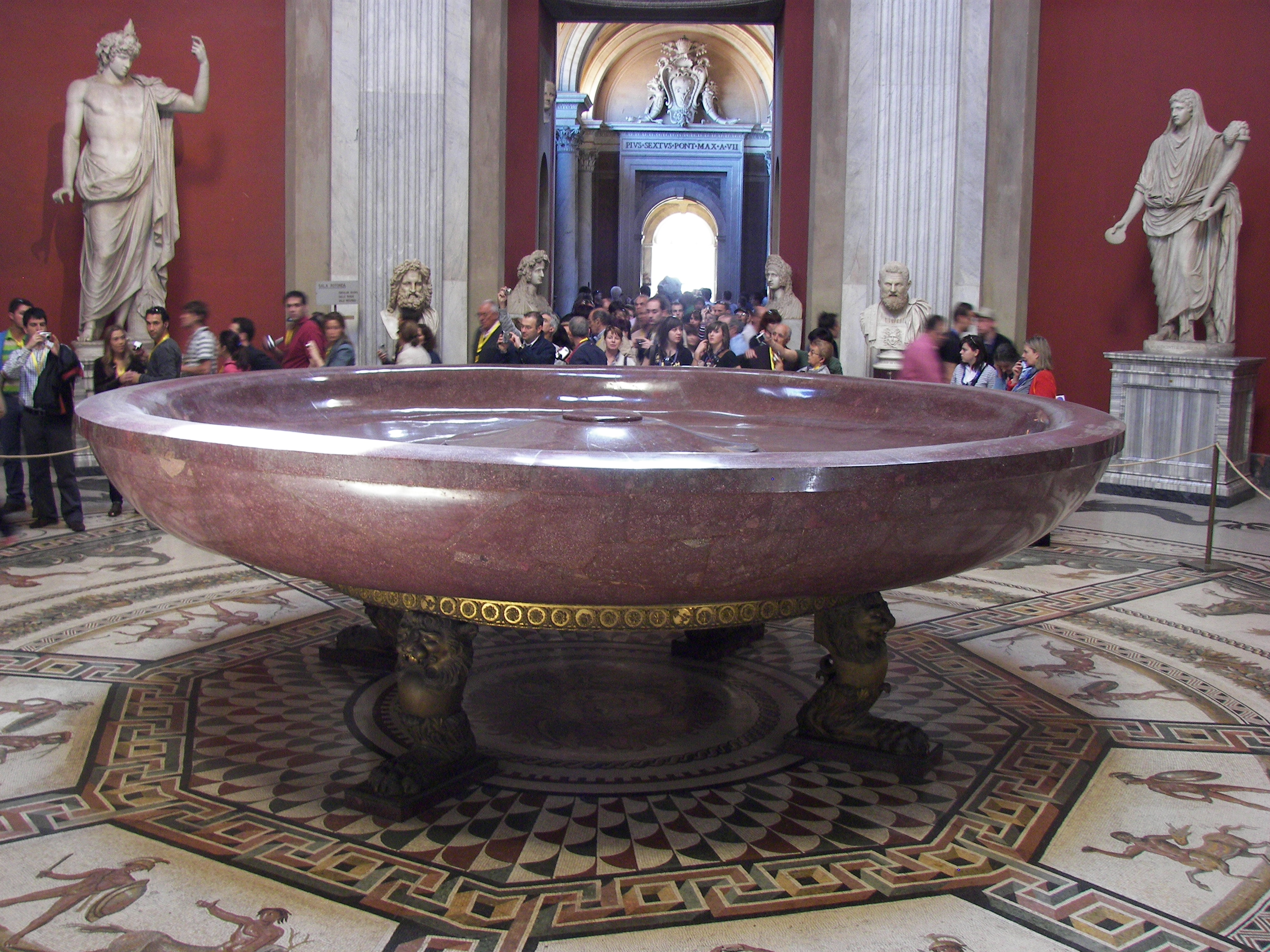
Vasque de granite, salle ronde
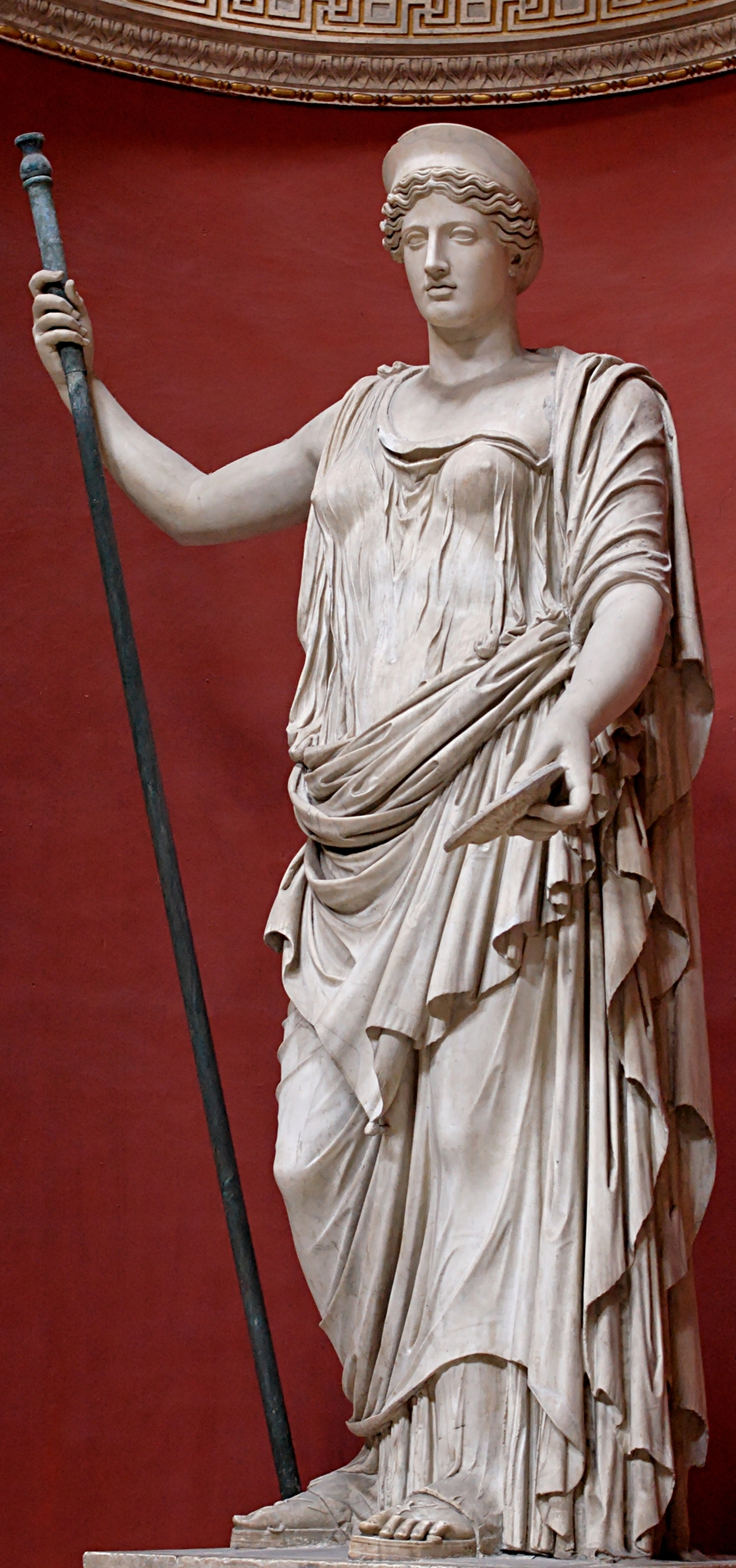
Héra Barberini
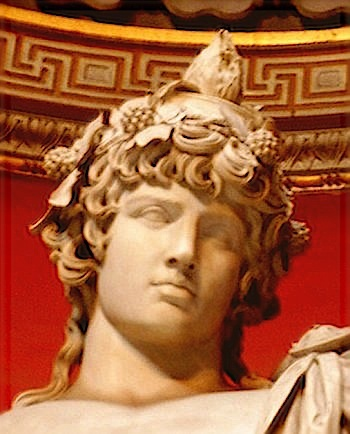
Antinoüs colossal
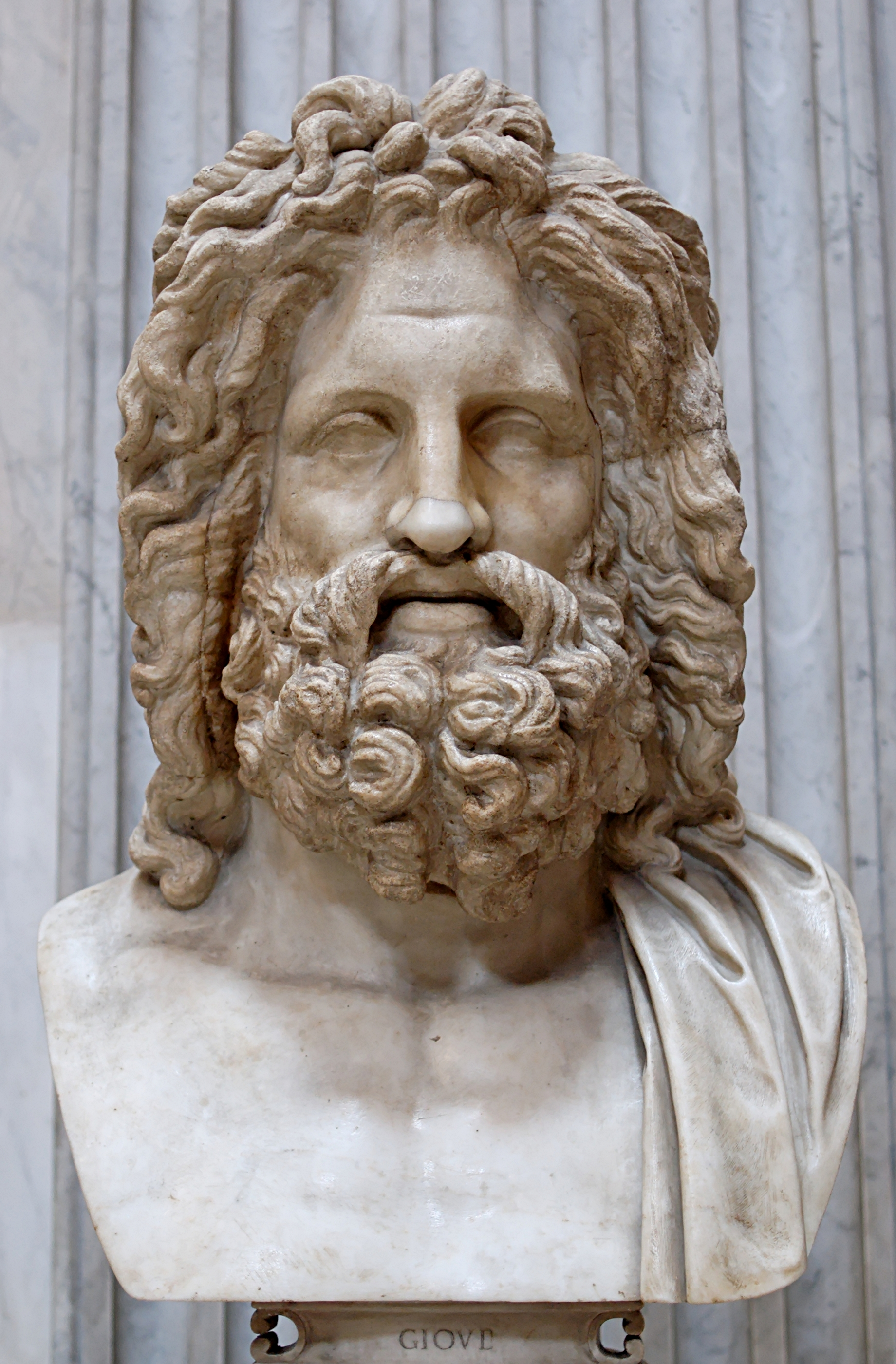
Tête colossale du Jupiter d'Otricoli
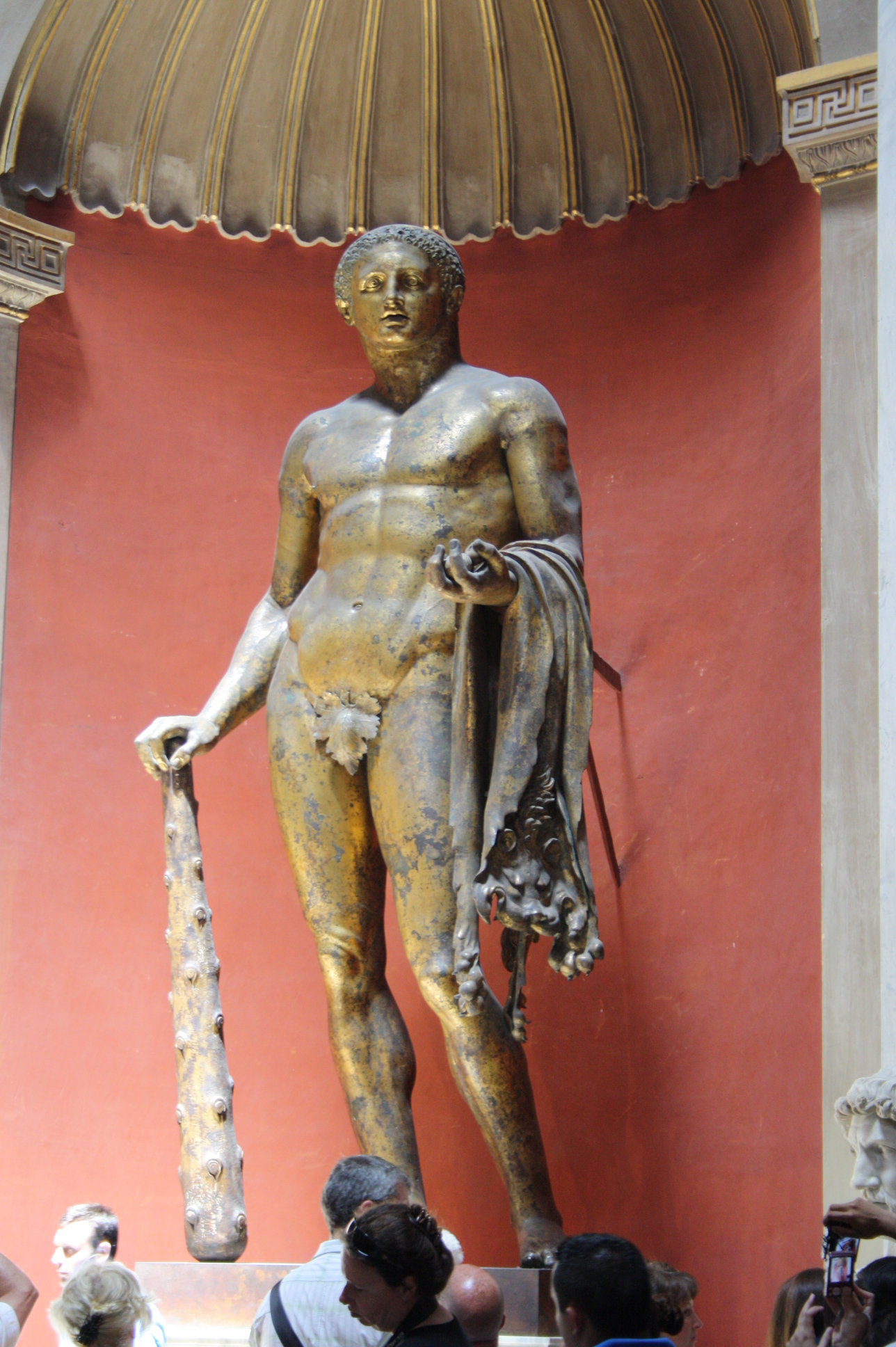
Héraclès
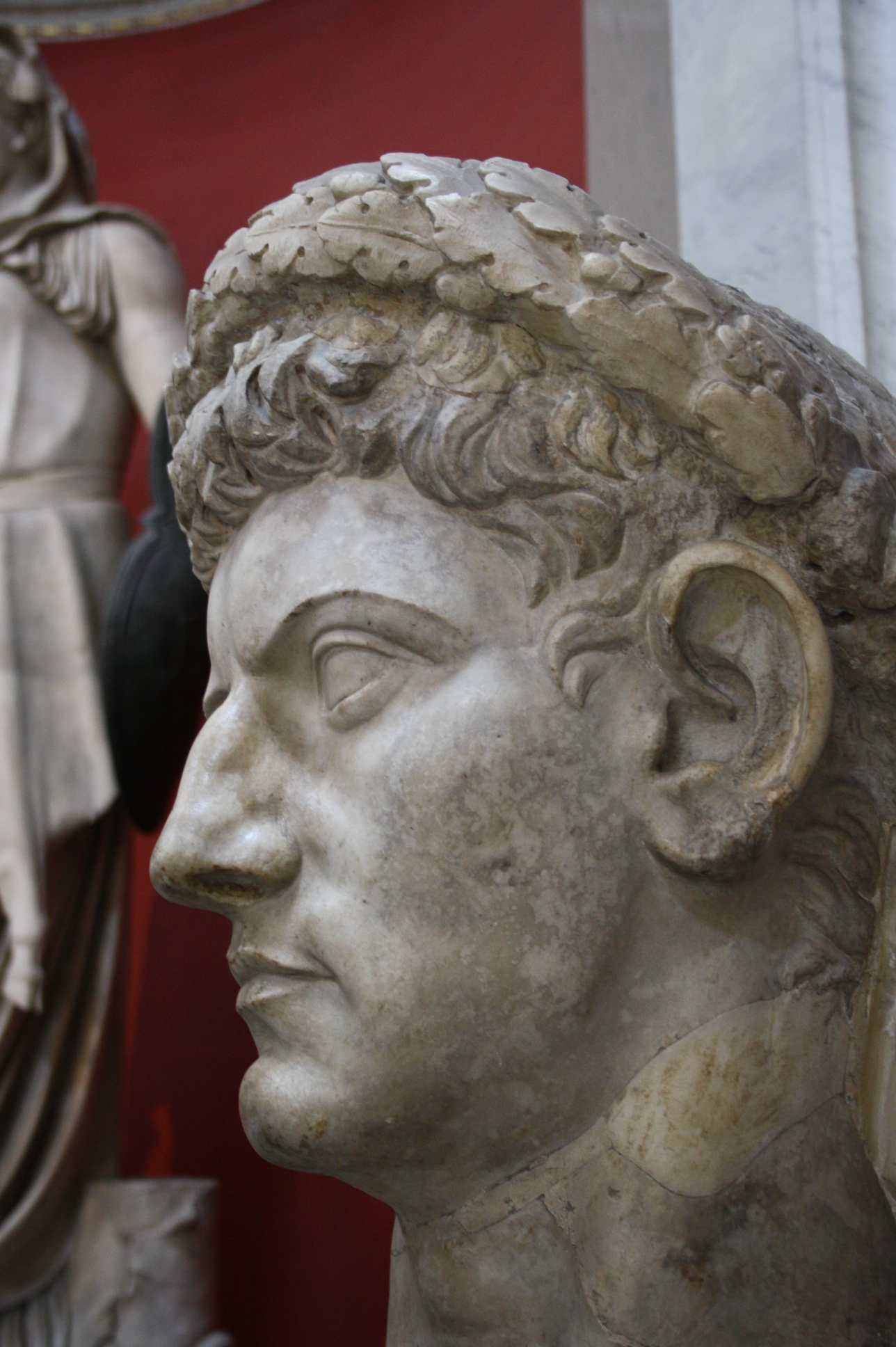
Buste de Claude
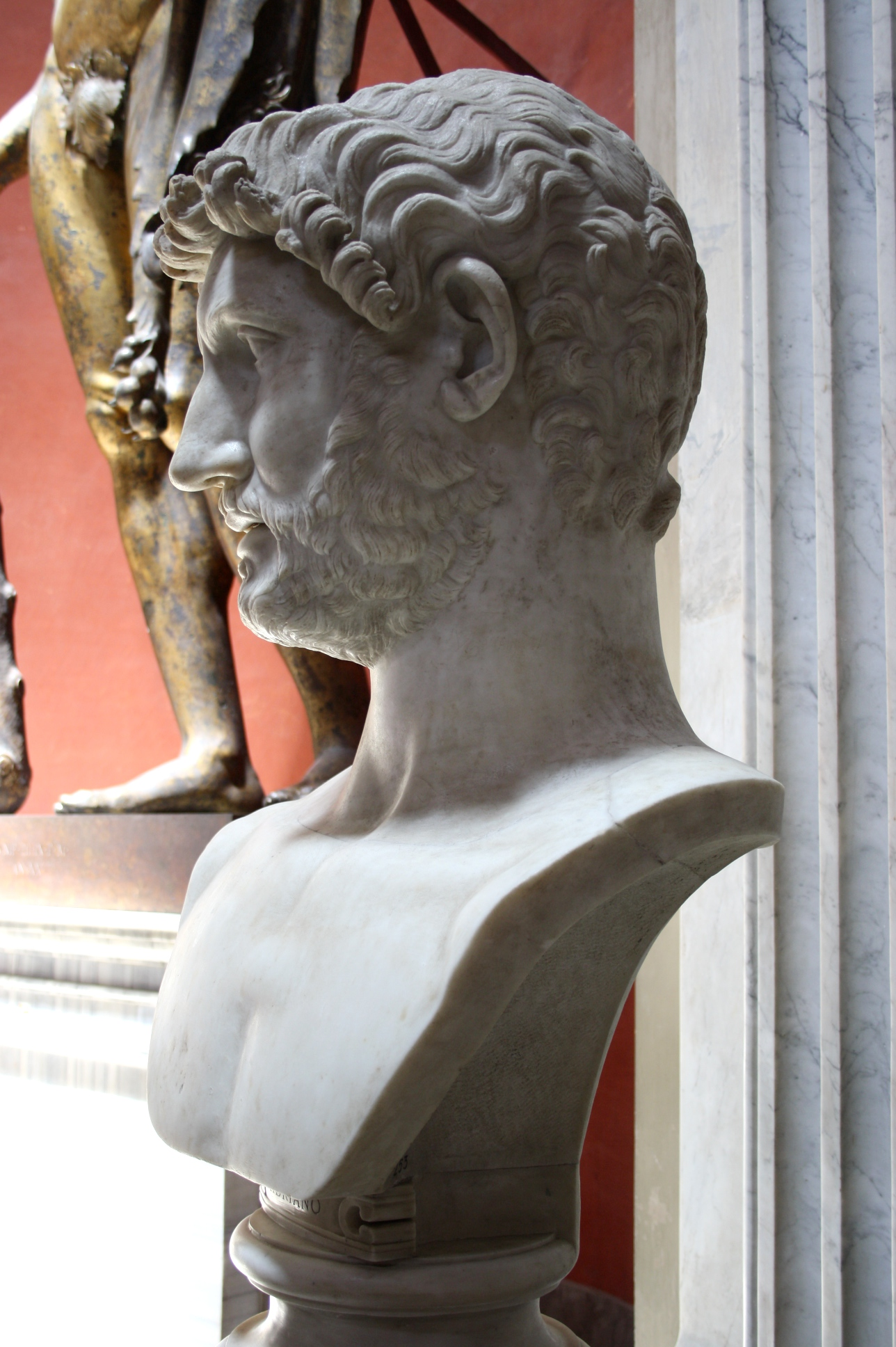
Buste d'Hadrien

### III - Salle des Muses

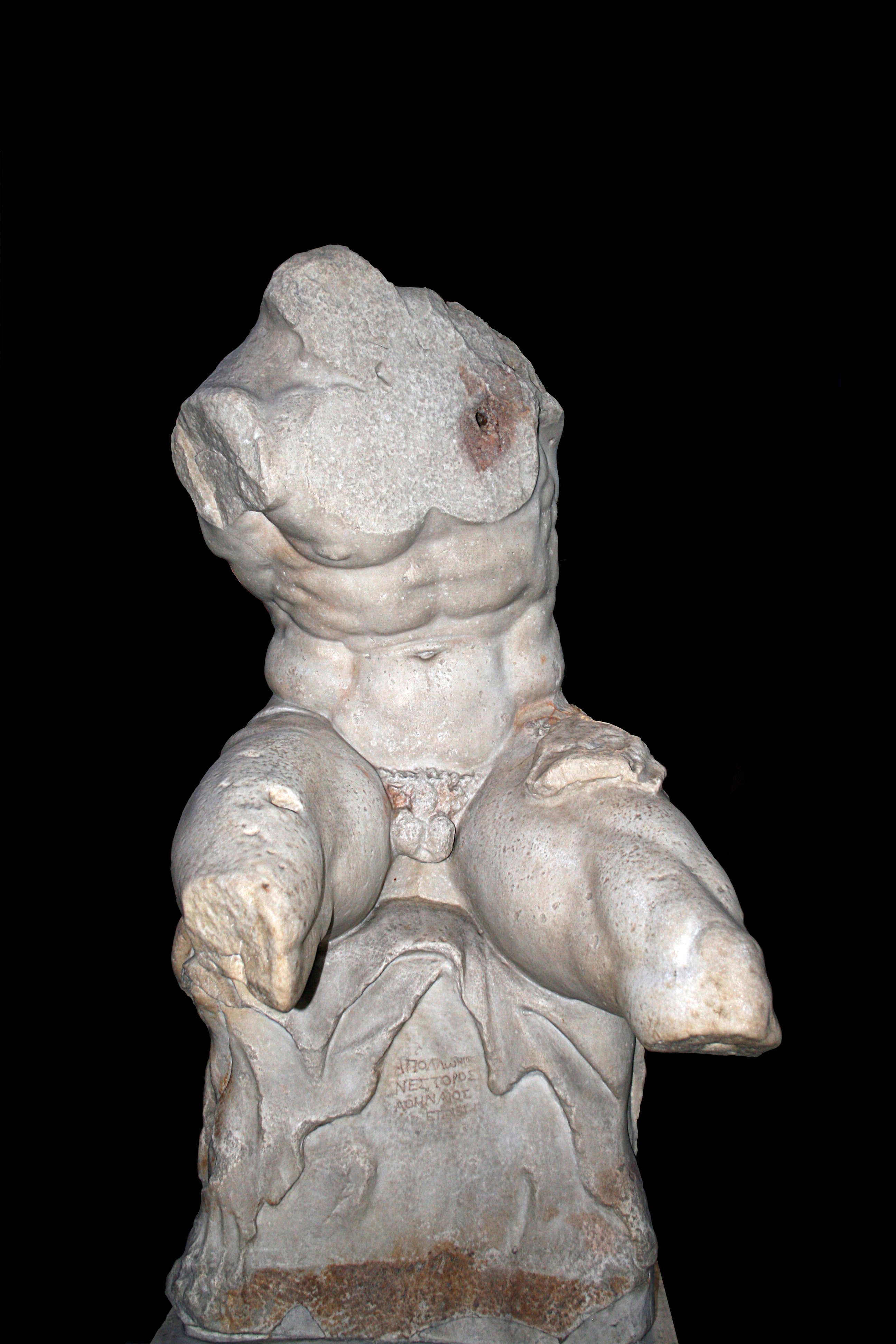
Torse du Belvédère

Il s'agit d'une salle bâtie vers 1780 par l'architecte Michelangelo Simonetti. Le plafond est décoré de fresques de Tommaso Conca. La salle doit son nom aux neufs muses disposées autour de la statue d'Apollon citharède, représentant le dieu jouant de la lyre. Sept de ces statues ont été découvertes lors de fouilles à la Villa di Cassio près de Tivoli.

Au centre de la salle, est exposé depuis 1973 le Torse du Belvédère , l'une des sculptures majeures de l'art antique, qui a exercé une fascination sur les artistes de la Renaissance : Michel-Ange lui vouait une véritable admiration. Il s'agit d'un torse fragmentaire, en marbre, généralement daté du Ier siècle av. J.-C. Il porte la signature du sculpteur athénien Apollonios, fils de Nestor, qu'on ne connaît pas par ailleurs. Son style est caractéristique de la sculpture hellénistique. 
Par ailleurs, la salle abrite deux statues figurant les muses Calliope, muse de l'élégie et Thalie, muse de la comédie.

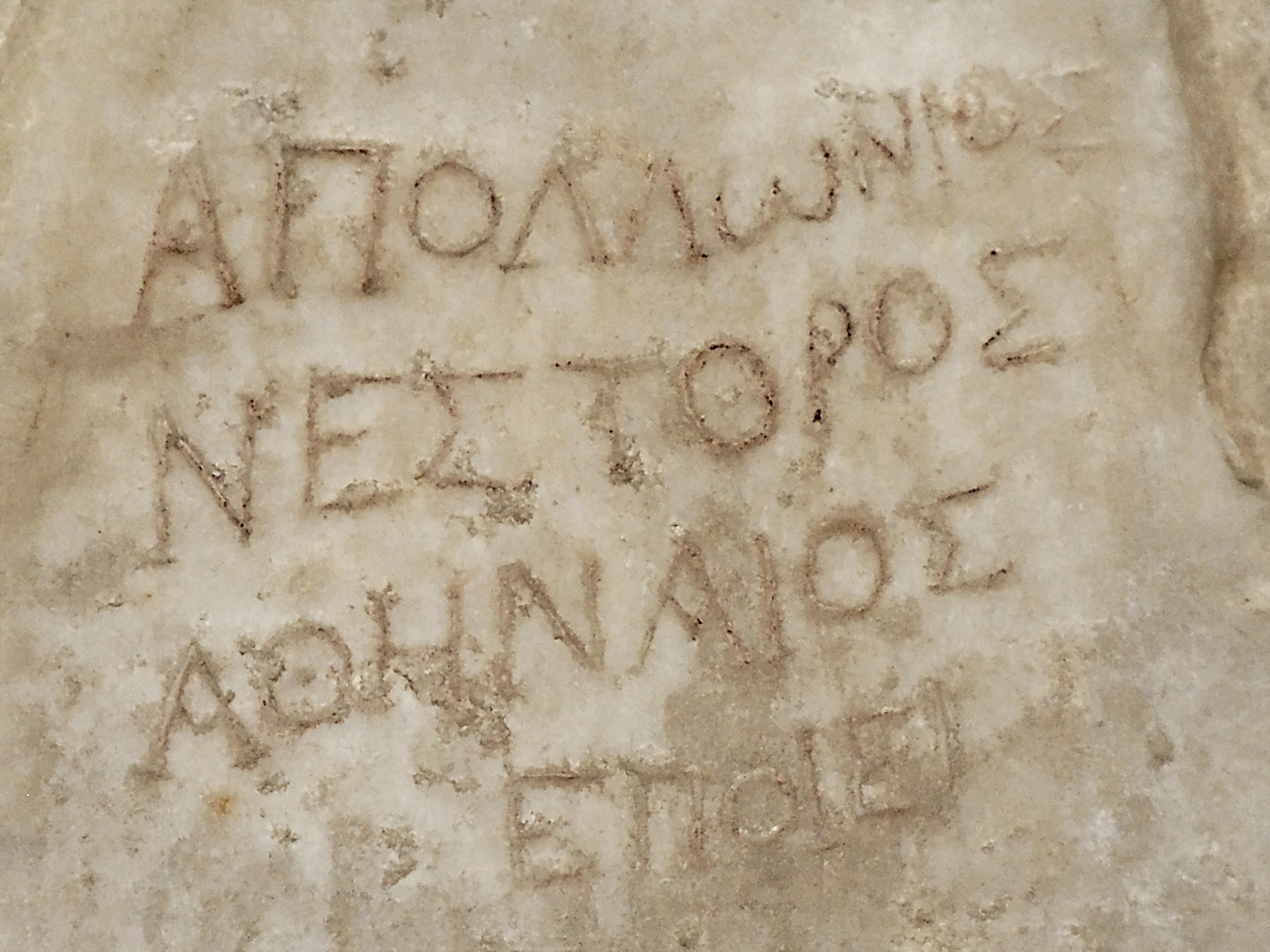
« Œuvre d'Apollonios, fils de Nestor, d'Athènes », signature d'Apollonios sur le Torse du Belvédère.

La statue de la muse Calliope est un marbre du IIe siècle av. J.-C., trouvé à la villa de Cassius à Tivoli en 1774. La tête idéalisée, du Ier siècle av. J.-C., n'appartient pas à la statue originelle.
Trouvée dans la même zone, la seconde statue date de la première moitié du IIe siècle apr. J.-C., et est inspirée d'un modèle du IIe siècle av. J.-C. La tête, datée de la première moitié du IIe siècle apr. J.-C., a été réalisée à partir d'un original du IVe siècle av. J.-C.. Restaurée pour figurer la muse Thalie, la sculpture figurait peut-être originellement Érato, la muse de la poésie amoureuse[réf. nécessaire].

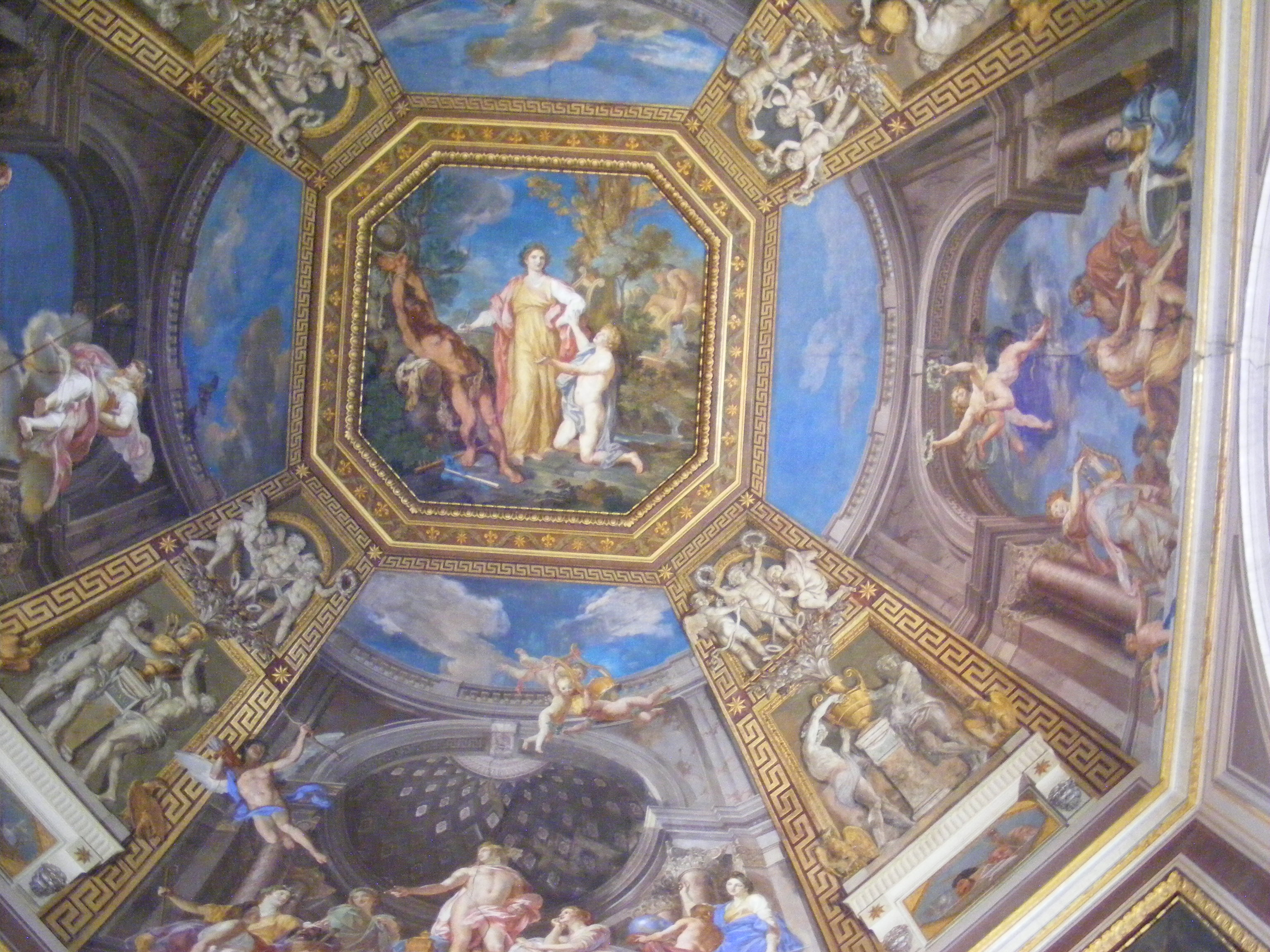
Coupole de la salle des Muses
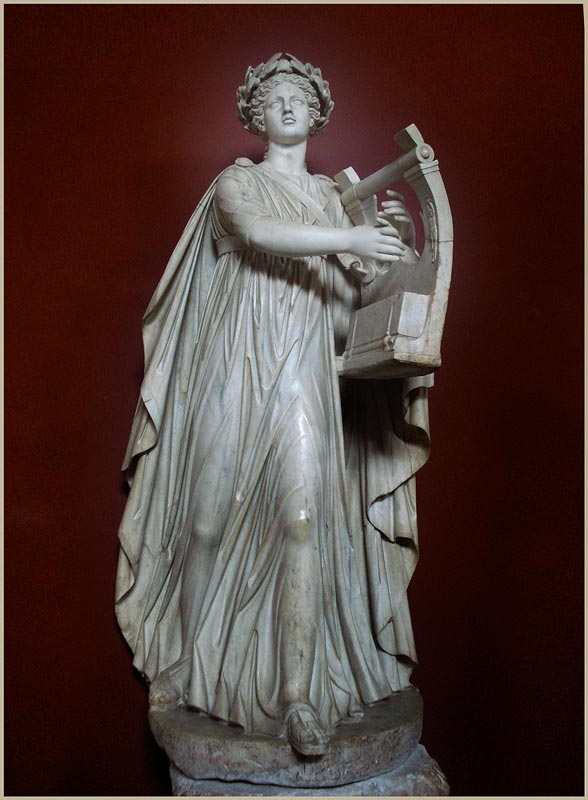
Apollon citharède
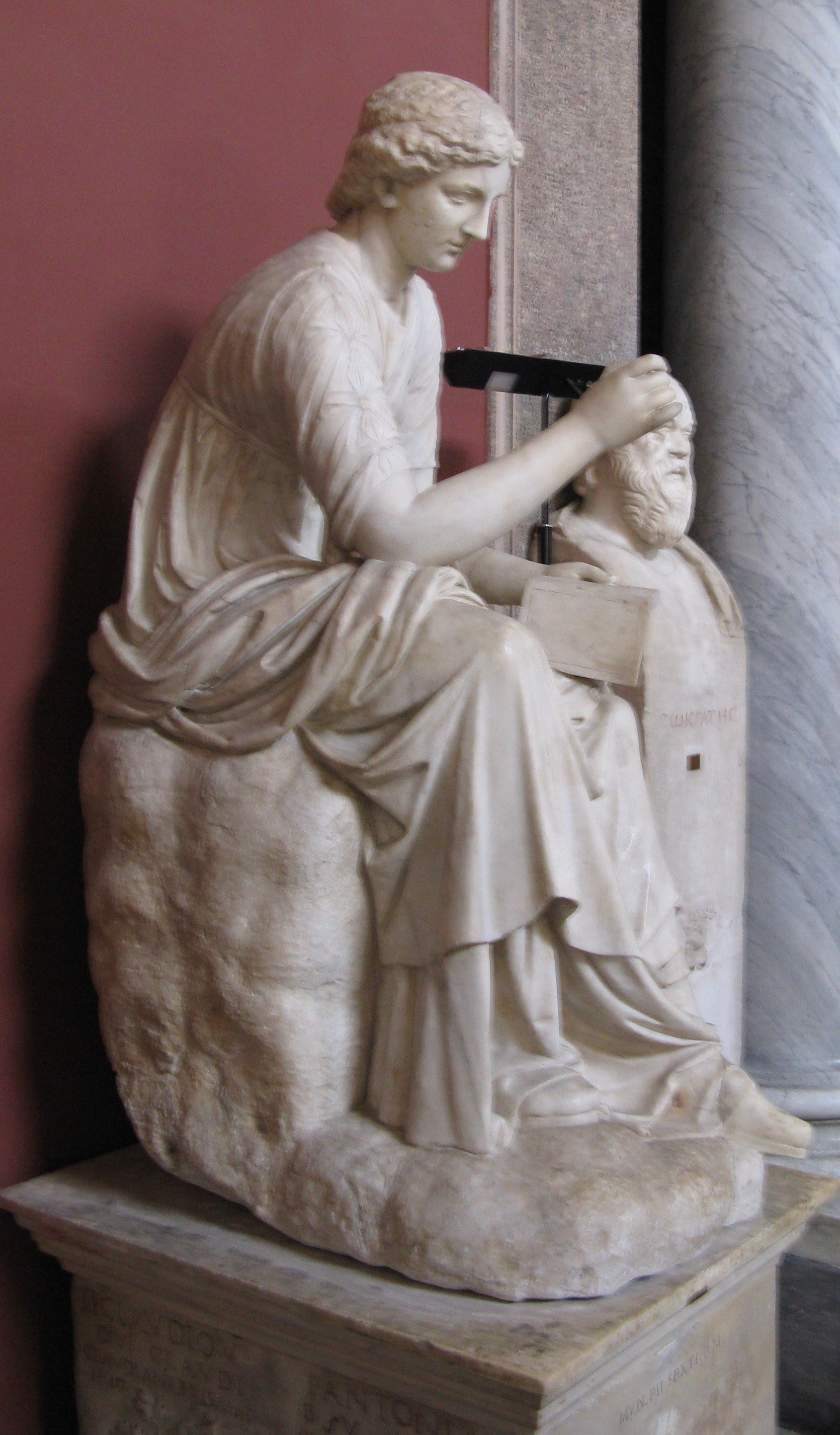
La muse Calliope
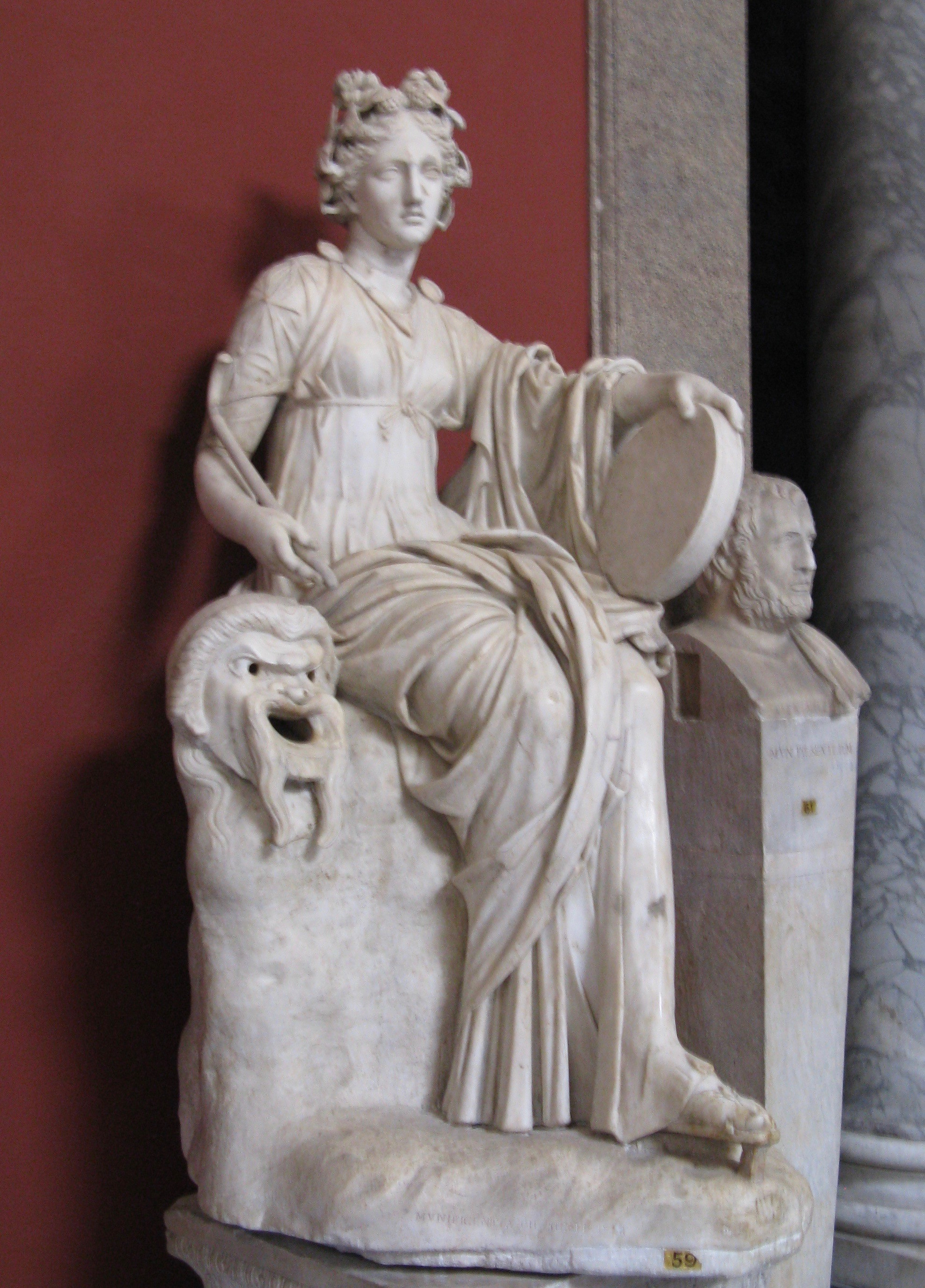
La muse Thalie

### I - Salle en croix grecque
Construite en 1780 par Michelangelo Simonetti, la dernière salle du circuit (autrefois la première) présente, en plus d'une magnifique mosaïque polychrome, deux tombeaux sculptés monumentaux.
- Mosaïque d’Athéna à l'Égide : Cette mosaïque romaine entourée d'un cadre du XVIIIe siècle orne le sol de la Salle à croix grecque. Elle est parfois datée du IIIe siècle apr. J.-C., mais plus souvent de la fin de l'ère républicaine, au milieu du Ier siècle av. J.-C. Elle est mentionnée dans cette dernière période dans le catalogue des Musées du Vatican. Elle a été trouvée en 1741 à Villa della Rufinella, près de Tusculum.

- Sarcophage d'Hélène : Datant de 310-320 apr. J.-C., l'immense sarcophage de porphyre était peut-être initialement destiné à un personnage masculin, peut-être Constance Chlore, père de Constantin, ou à Constantin lui-même. Il a été utilisé pour l'enterrement de sa mère Hélène, décédée vers 335, dont les restes ont été rapidement transférés à Constantinople. Situé à l'origine dans le mausolée d'Hélène à Tor Pignattara, le sarcophage a été transféré en 1154 à la basilique Saint-Jean-de-Latran ou au palais du Latran, utilisé comme tombeau du pape Anastase IV, endommagé par un incendie en 1308. En 1609, il a été déplacé près du baptistère de Saint-Jean-de-Latran. À partir de 1777 ou 1778, entré dans les Musées du Vatican, il a été fortement restauré et placé sur quatre lions sculptés par Francesco Antonio Franzoni.

- Sarcophage de Constantine : Sarcophage de Constance, ou Constantina, fille de l'empereur Constantin et de Fausta. Également fait de porphyre, il présente des scènes de vendanges avec des Érotes (Amours) et des guirlandes. Il provient du mausolée de Constance à la basilique Sainte-Agnès-hors-les-Murs, sur la Via Nomentana.

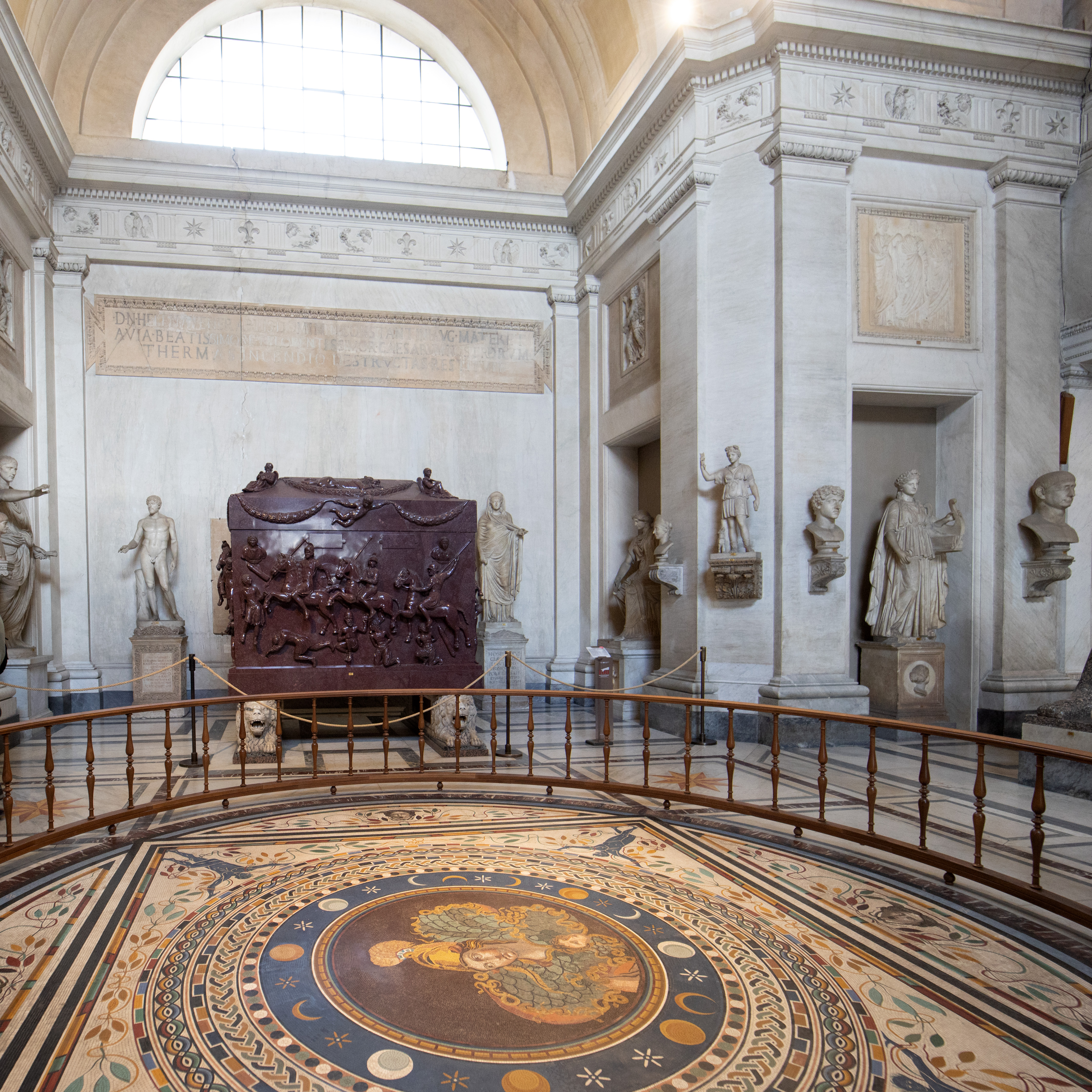
Vue d'ensemble, avec la mosaïque d'Athéna et les sarcophages monumentaux.
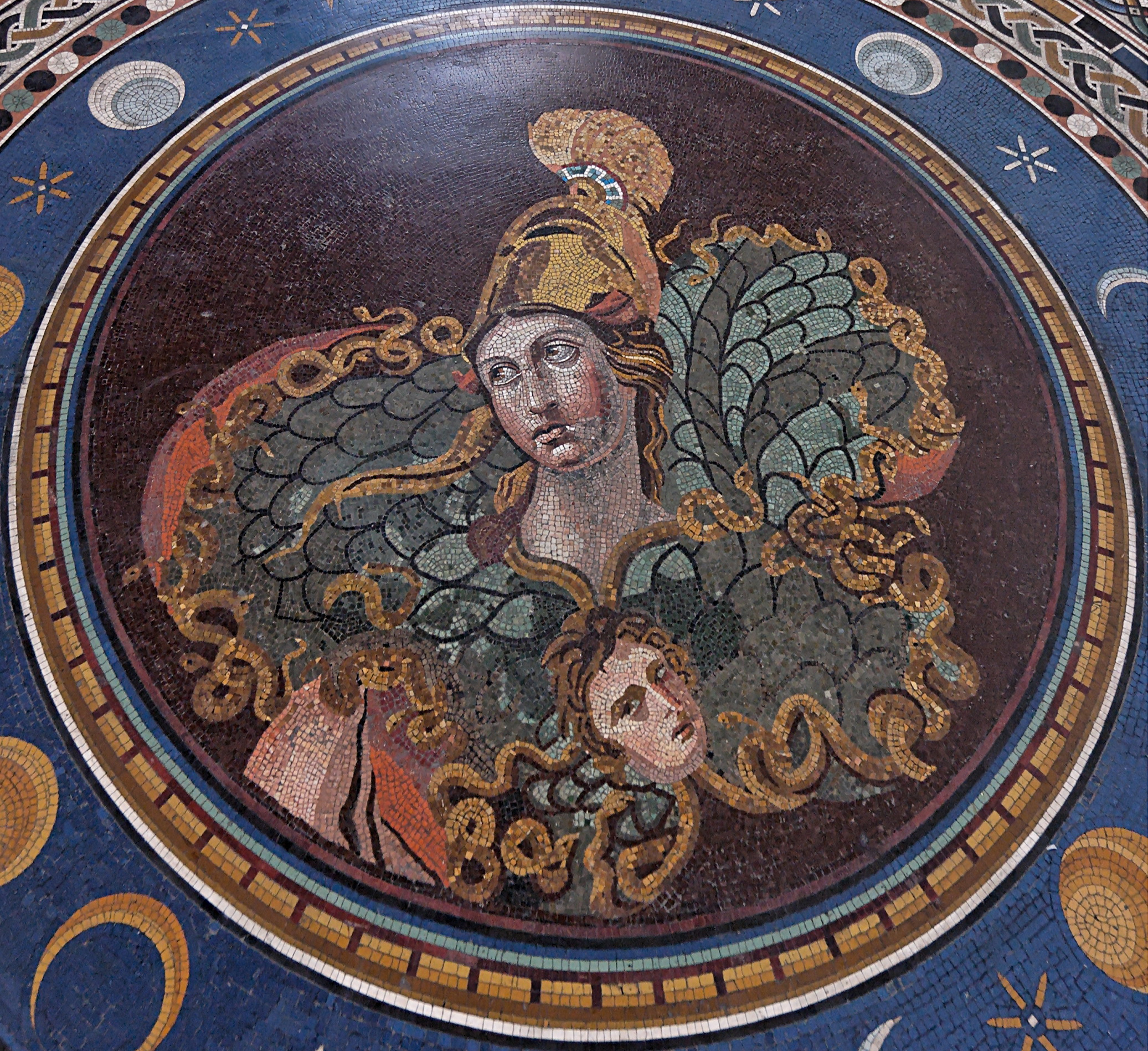
Athéna à l'égide. Mosaïque romaine du IIIe siècle entourée d'un cadre du XVIIIe siècle. Pavement de la salle en croix grecque.
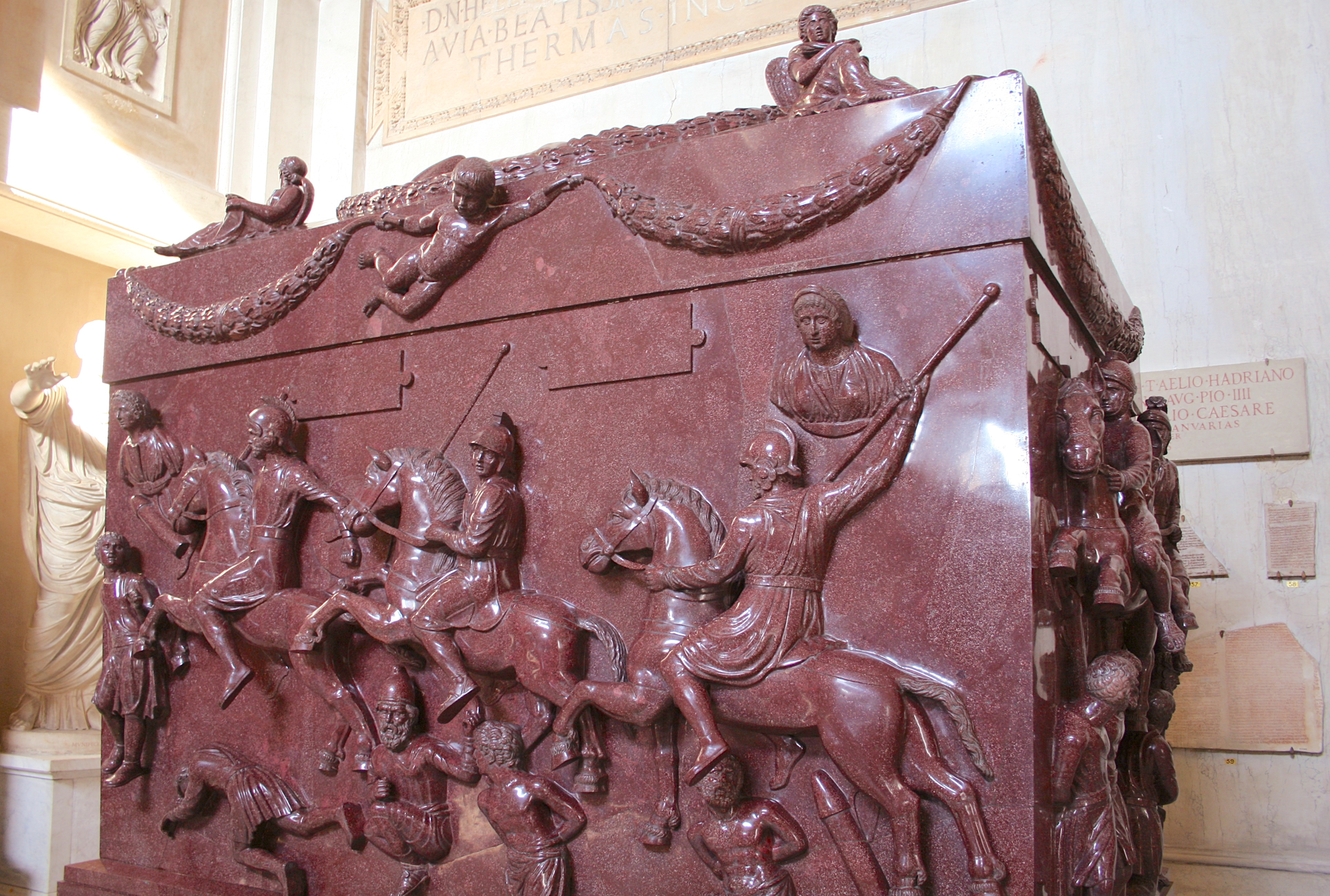
Sarcophage d'Hélène
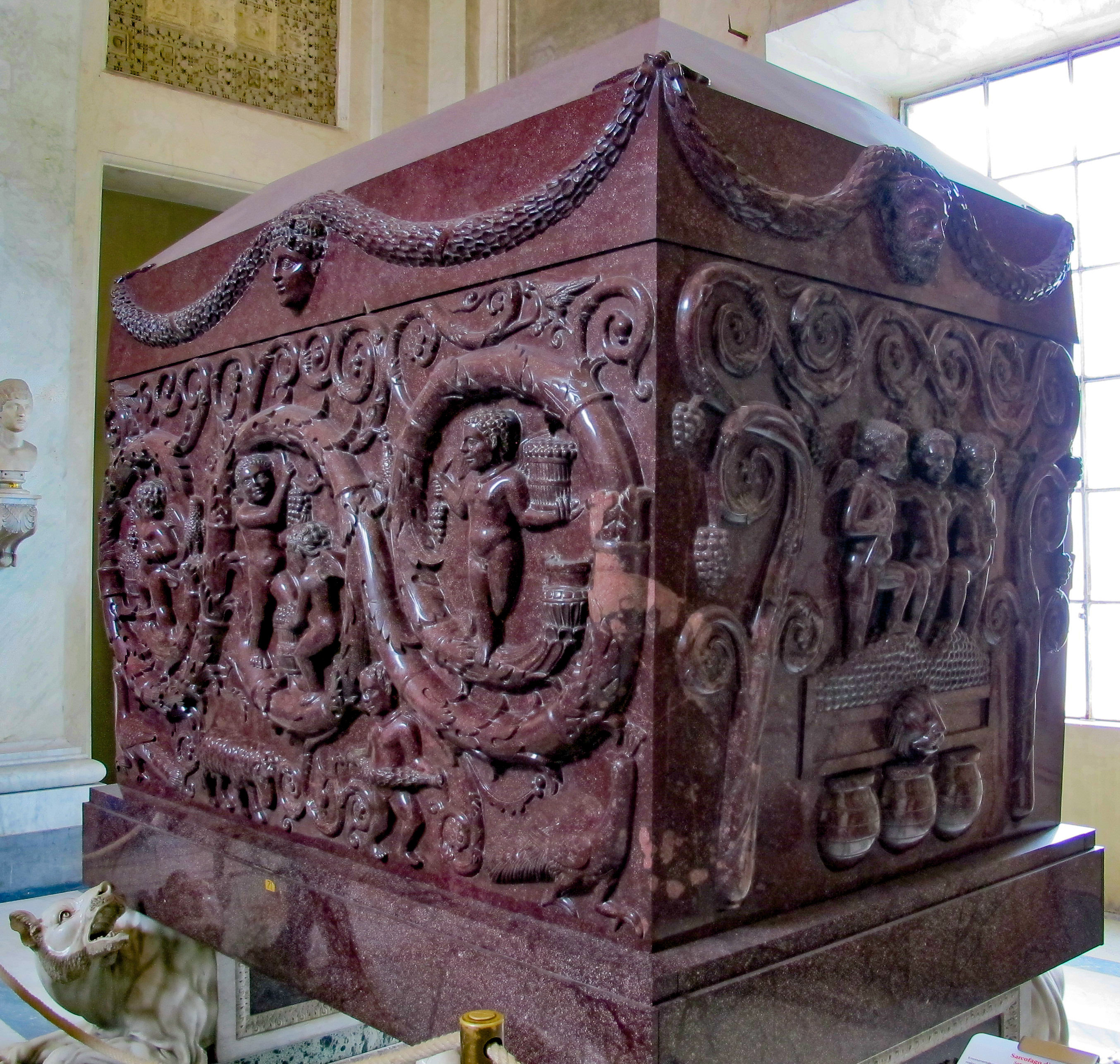
Sarcophage de Constance ou Constantina.
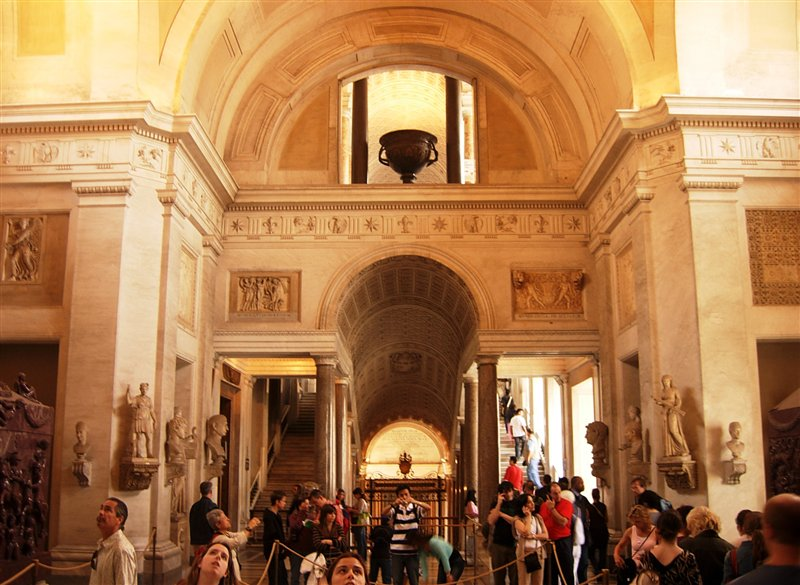
Salle en croix grecque, sortie du musée Pio Clementino.

## Sources et références
1. ↑  Pasquale Massi, Indicazione antiquaria del Pontificio Museo Pio-Clementino in Vaticano, Rome, Presso i Lazzarini, 1792, 216 p. (lire en ligne)
2. ↑  Musée Pio-Clementino, Musées du Vatican
3. ↑  Galerie des Candélabres, Musei Vaticani
4. ↑  Le Bige, Musei Vaticani
5. 1 2 3 4 5 6 7 8 9  Enrico Bruschini (trad. Mireille Ribière), Les chefs-d'œuvre du Vatican, Florence et Londres, Scala, 2004, p. 24-37
6. ↑  Ἀπολλώνιος // Νέστορος // Ἀθηναῖος // ἐποίει (« œuvre d'Apollonios, fils de Nestor, d'Athènes ») ; Inscriptiones Græcæ, 1234 = Marion Muller-Dufeu, La Sculpture grecque. Sources littéraires et épigraphiques, Paris, éditions de l'École nationale supérieure des Beaux-Arts, coll. « Beaux-Arts histoire », 2002 (ISBN 2-84056-087-9), no 2809.